# Battaglia del Caucaso
Con il termine battaglia del Caucaso ci si riferisce alla serie di violenti scontri combattuti tra le forze tedesche della Wehrmacht e le truppe dell'Armata Rossa durante la seconda guerra mondiale tra il luglio del 1942 e l'ottobre del 1943 sul fronte orientale, in una zona compresa tra il Mar Nero ad ovest, la catena montuosa del Caucaso a sud, il Mar Caspio ad est, e i fiumi Don e Volga a nord.
La lunga campagna iniziò con una veloce avanzata delle truppe corazzate tedesche che sembrarono in grado di raggiungere rapidamente l'importante regione petrolifera di Groznyj e Baku; contemporaneamente le unità da montagna raggiunsero la catena caucasica. I sovietici si trovarono in grave difficoltà e ripiegarono in profondità; in autunno 1942 tuttavia, a causa delle difficoltà logistiche, dell'esaurimento dei mezzi e del rafforzamento della resistenza sovietica, l'avanzata tedesca si arrestò senza aver raggiunto gli obiettivi strategici più importanti.
La grande offensiva sovietica nel settore di Stalingrado, iniziata il 19 novembre 1942, provocò il crollo del fronte tedesco e mise in pericolo le comunicazioni delle armate in combattimento nel Caucaso; a partire dal 30 dicembre 1942 quindi i tedeschi abbandonarono il terreno conquistato e effettuarono, sotto gli attacchi sovietici, una difficile ritirata in inverno. Nel febbraio del 1943 le armate tedesche riuscirono a ripiegare in salvo a nord del Don dopo aver evacuato i territori occupati nel Caucaso tranne la penisola di Taman' che fu difesa fino all'autunno del 1943. La campagna si concluse con un completo fallimento tedesco.
Nello stesso periodo nella regione caucasica si ebbe l'insurrezione cecena contro il regime sovietico che venne duramente repressa da Stalin che ordinò la deportazione delle popolazioni ribelli.

## L'offensiva tedesca dell'estate 1942
(Frase rivolta dal generale Richard Ruoff all'addetto militare del Giappone il 24 luglio 1942 di fronte al ponte sul Don di Batajsk)

### I piani di Hitler
La direttiva n. 41 diramata da Adolf Hitler e dal Comando supremo della Wehrmacht il 5 aprile 1942 aveva indicato le direttrici d'attacco e gli obiettivi principali della cosiddetta operazione Blu, la seconda offensiva estiva tedesca sul fronte orientale. Dopo aver accerchiato e distrutto la massa delle armate sovietiche schierate nel settore meridionale tra il Donec e il Don, il Gruppo d'armate Sud tedesco al comando del feldmaresciallo Fedor von Bock avrebbe dovuto concentrare le sue forze per raggiungere il Volga a Stalingrado; dopo aver raggiunto questo importante obiettivo strategico, sarebbe iniziata l'offensiva decisiva diretta alla conquista della regione del Caucaso, ed in particolare dei preziosi impianti petroliferi di Majkop, Groznyj e Baku. Era prevista anche l'occupazione dell'intera costa del Mar Nero, mentre lo stato maggiore aveva anche iniziato studi operativi per ulteriori operazioni verso l'Iran, l'Iraq, la penisola Arabica e l'Afghanistan previsti per una fase successiva all'atteso crollo della resistenza sovietica.

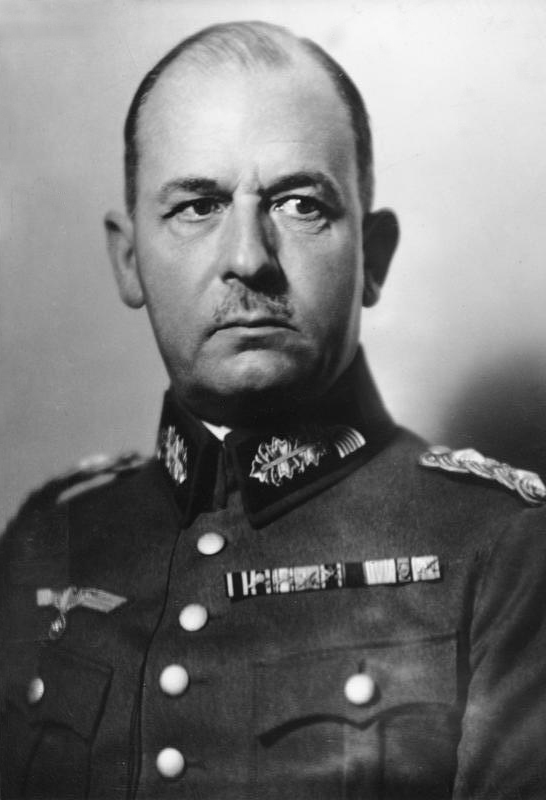
Il feldmaresciallo Wilhelm List, comandante in capo del Gruppo d'armate A.

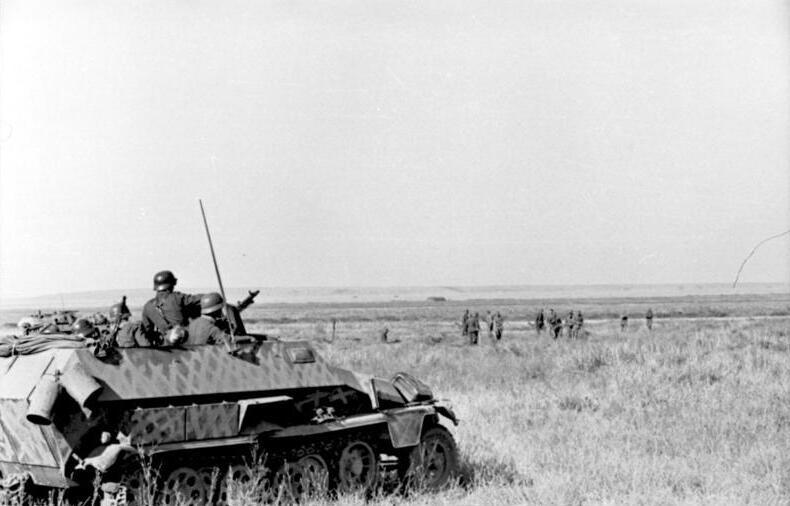
Reparti motorizzati tedeschi durante l'offensiva dell'estate 1942 sul fronte orientale

Preceduta da alcune operazioni preliminari concluse con successo dai tedeschi in Ucraina e Crimea, l'operazione Blu ebbe inizio il 28 giugno 1942 e sembrò svilupparsi vittoriosamente per le forze del feldmaresciallo von Bock che sfondarono in più punti il fronte sovietico e avanzarono in profondità verso la grande ansa del Don. In realtà le grandi manovre di annientamento previste dal comando della Wehrmacht a Staryj Oskol e a Millerovo si conclusero entro la prima metà di luglio con risultati deludenti e la massa delle armate sovietiche riuscirono a sfuggire alla trappola e ripiegare verso est e verso sud; la ritirata dell'Armata Rossa peraltro si svolse nella confusione e le truppe mostrarono segni di demoralizzazione. Il 17 luglio la 6. Armee tedesca del generale Friedrich Paulus raggiunse l'ansa del Don ed entrò in combattimento con le deboli forze sovietiche schierate in fretta per sbarrare il passo verso Stalingrado, mentre le armate dell'ala destra tedesca il 23 luglio 1942 raggiunsero e occuparono dopo aspri combattimenti Rostov sul Don creando una testa di ponte a sud del fiume. Il 28 luglio 1942 Stalin, preoccupato dai fenomeni di disgregazione presenti nell'esercito in ritirata e dall'evoluzione fortemente negativa delle operazioni, diramò il famoso ordine n. 227 che in termini drammatici descriveva la critica situazione dell'Unione Sovietica e disponeva un draconiano rafforzamento della disciplina per consolidare la resistenza e arrestare l'invasore che avanzava apparentemente inarrestabile nella Russia profonda.
Il 16 luglio 1942 Adolf Hitler raggiunse il suo nuovo quartier generale avanzato a Vinnica, il wehrwolf da dove intendeva controllare da vicino le operazioni; nonostante i successi, il Führer non era molto soddisfatto dell'andamento della campagna; il 13 luglio aveva destituito il feldmaresciallo von Bock accusato di aver ritardato l'avanzata con le sue errate disposizioni tattiche. Inoltre egli aveva deciso di modificare l'organizzazione del comando, suddividendo l'originario Gruppo d'armate Sud in due nuovi raggruppamenti, il Gruppo d'armate B, affidato al generale Maximilian von Weichs, e il Gruppo d'armate A, al comando del feldmaresciallo Wilhelm List. Hitler divenne più ottimista e fiducioso dopo aver appreso della rapida conquista di Rostov; egli interpretò la nuova ritirata sovietica come un segno inequivocabile della disgregazione del nemico e dell'esaurimento delle sue riserve e della sua volontà combattiva. Nonostante i dubbi del generale Franz Halder, capo di Stato maggiore dell'esercito, che invitava alla prudenza e considerava con scetticismo le considerazioni su una presunta debolezza dei sovietici, Hitler decise di modificare sostanzialmente le disposizioni strategiche dell'operazione Blu e il 23 luglio 1942 diramò la nuova e ambiziosa direttiva n. 45, denominata in codice Braunschweig.

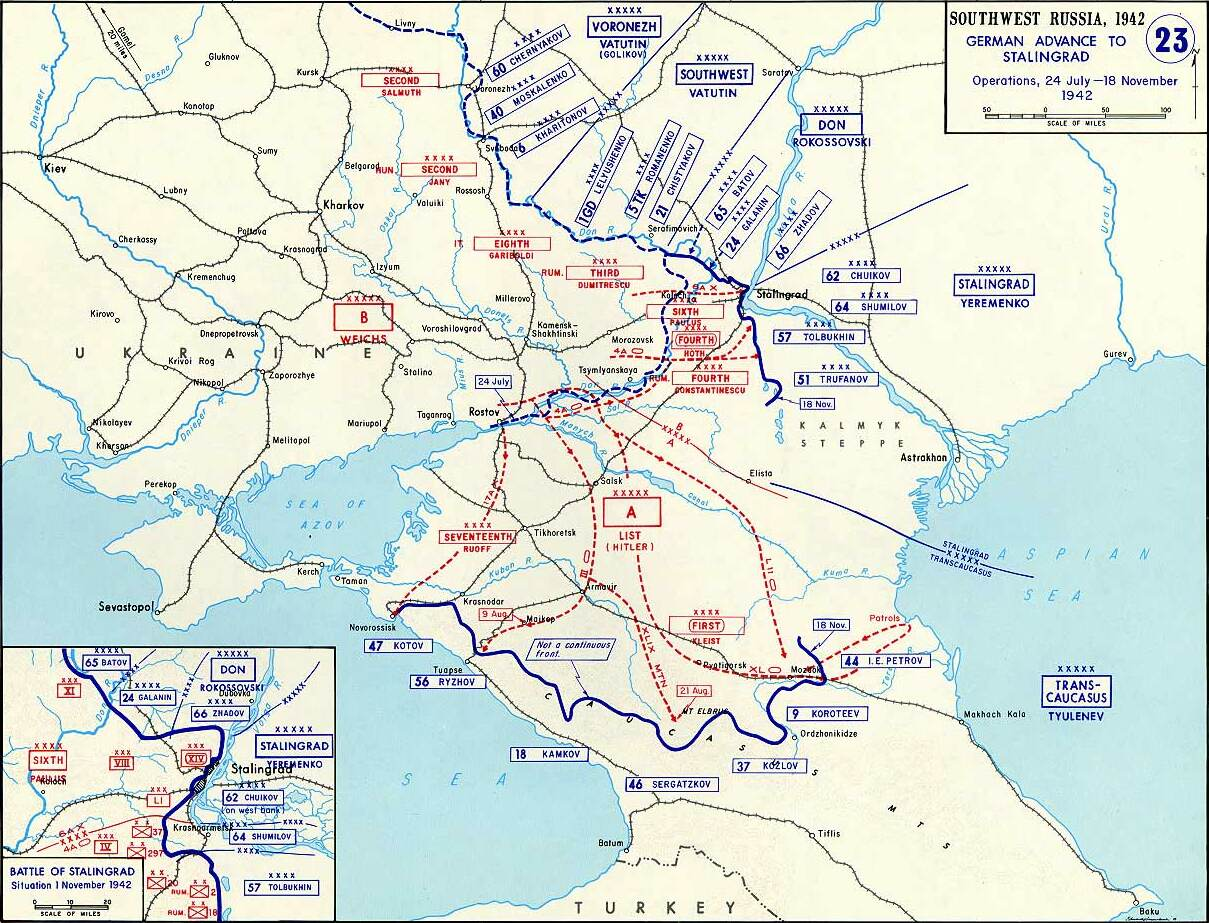
L'avanzata del Gruppo d'armate A nel Kuban' e nel Caucaso

Nel nuovo ordine operativo Hitler, partendo dalla premessa fondamentale che gli "obiettivi lontani sono stati raggiunti" e che "solo deboli elementi nemici sono riusciti a sfuggire all'accerchiamento", stabiliva che l'avanzata dei due gruppi d'armate sarebbe proseguita simultaneamente verso il Caucaso e verso Stalingrado. Mentre il Gruppo d'armate B avrebbe attaccato la città sul Volga, Il compito principale sarebbe stato assegnato al feldmaresciallo List: il Gruppo d'armate A avrebbe dovuto occupare la costa del Mar Nero fino a Batumi, il Kuban compreso Majkop e Armavir e la regione petrolifera di Groznyj e Baku. Le forze tedesche avrebbero anche dovuto impadronirsi dei passi principali della catena caucasica lungo la strada militare dell'Ossezia fino a Kutaisi e la strada militare della Georgia fino a Tbilisi, e avrebbero ricevuto l'appoggio in un secondo momento del corpo d'armata alpino italiano. Il Führer, oltre ad ampliare enormemente la prevista linea di schieramento delle sue armate che si sarebbe dovuta estendere da Voronež a Stalingrado fino a Astrachan', Baku, Tbilisi e Batumi, procedette ad importanti trasferimenti di unità che indebolirono lo schieramento dei due gruppi d'armate tedeschi nel settore meridionale.
Hitler fin dal 9 luglio aveva diramato una nuova direttiva in cui esprimeva i suoi timori di una possibile apertura del secondo fronte in Europa da parte degli eserciti anglo-americani e quindi disponeva un rafforzamento delle difese in occidente con il potenziamento del vallo atlantico e con il trasferimento di unità mobili particolarmente efficienti. Il Führer quindi, oltre a trasferire nel settore di Leningrado il grosso della 11ª Armata del feldmaresciallo Erich von Manstein che era pronta in Crimea, ritirò dal fronte orientale alcune combattive divisioni Waffen-SS che vennero trasportate in Francia; inoltre ben presto inviò al Gruppo d'armate Centro l'eccellente Divisione motorizzata Grossdeutschland. Il feldmaresciallo List ebbe a disposizione solo due divisioni da montagna (Gebirgs-Division) per l'attacco al Caucaso, mentre altre quattro divisioni alpine tedesche vennero sparpagliate in altri teatri bellici.

### Operazione Edelweiss
(Affermazione del generale Ewald von Kleist durante l'avanzata iniziale tedesca nel Caucaso)

#### Prima fase

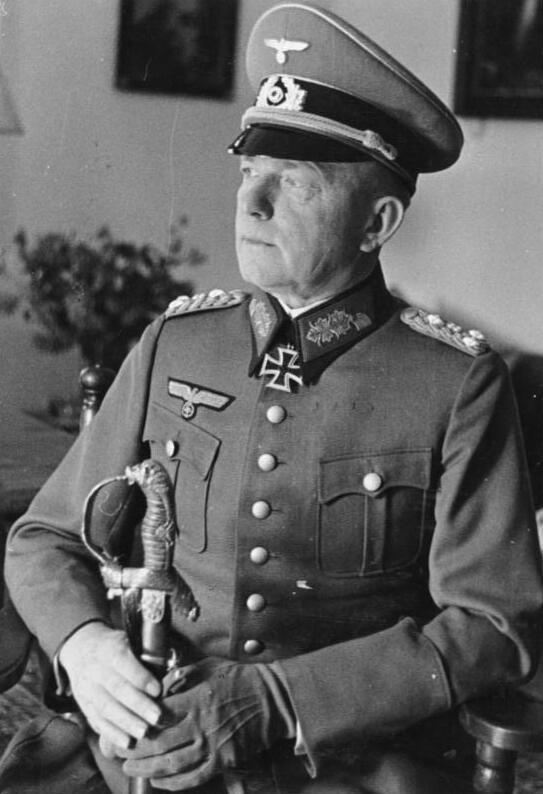
Il generale Ewald von Kleist, comandante della 1. Panzerarmee.

Dopo la caduta di Rostov e la conquista da parte tedesca di teste di ponte a sud del Don, che aveva suscitato forti polemiche all'interno dei comandi sovietici e accuse di codardia alle truppe coinvolte nella disfatta, la situazione dell'Armata Rossa nel settore meridionale appariva veramente critica. La difesa a sud del Don tra Verchne Kurmojarskaja e la foce del fiume era affidata alla 51ª Armata appartenente al Fronte del Nord Caucaso del maresciallo Semën Budënnyj e ai resti della 37ª, 12ª e 18ª Armata del Fronte Meridionale del generale Rodion Malinovskij che aveva ripiegato in rotta dalla linea del Donec. Si trattava in totale di circa 112000 soldati con 120 carri armati e 130 aerei della 4ª Flotta aerea; queste truppe non disponevano di posizioni fortificate a sud del Don, le retrovie e i rifornimenti erano carenti, l'artiglieria era insufficiente e le linee di comunicazione erano intralciate dal movimento dei profughi in fuga, mentre la Luftwaffe disponeva della netta superiorità aerea. Il Fronte del Nord Caucaso del maresciallo Budënnyj schierava altre forze, la 47ª Armata, un corpo di fucilieri e il 17º corpo di cavalleria cosacca del Kuban, a difesa della costa del Mar Nero fino a Lazarevsk, mentre era in fase di costituzione il Fronte Transcaucasico del generale Ivan Tjulenev che era incaricato di proteggere il bastione settentrionale della catena montuosa ma doveva contemporaneamente anche coprire il confine con la Turchia e presidiare l'Iran settentrionale.

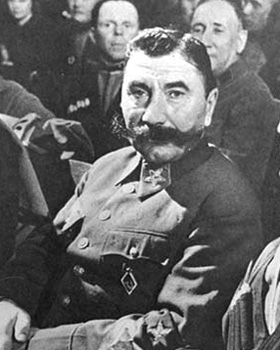
Il maresciallo Semën Budënnyj, comandante sovietico del Fronte del Nord Caucaso.

L'operazione Edelweiss, nome in codice assegnata all'offensiva nel Caucaso del Gruppo d'armate A, ebbe inizio il 25 luglio 1942; il feldmaresciallo List disponeva in quel momento di una grande superiorità numerica e materiale; il gruppo d'armate era costituito da undici divisioni di fanteria, tre divisioni alpine, cinque Panzer-Division e quattro divisioni motorizzate con in totale 300000 soldati, 1130 carri armati e 1000 aerei da combattimento. Il Gruppo d'armate A schierava sulla destra la 17. Armee del generale Richard Ruoff che avrebbe dovuto marciare, sboccando dalla testa di ponte di Rostov, verso Krasnodar; al centro la 1. Panzerarmee del generale Ewald von Kleist sarebbe avanzata verso Majkop coperta sulla sua sinistra dalla 4. Panzerarmee del generale Hermann Hoth che avrebbe puntato verso Stavropol'. Le colonne dei panzer tedeschi dovevano avanzare nella desolata e arida steppa del Kuban solcata da numerosi corsi d'acqua, cercando di accerchiare e distruggere la massa delle forze sovietiche in ritirata dal Don, prima di raggiungere la barriera caucasica.
Le armate tedesche iniziarono la campagna con una serie di brillanti successi; mentre erano ancora in corso i combattimenti a Rostov, il 40º Panzerkorps del generale Leo Geyr von Schweppenburg, appartenente all'armata del generale Hoth, aveva attraversato il Don a Tsimljanskaja e a Nikolajevskaja e quindi aveva subito proseguito verso il fiume Sal, che venne attraversato a Proletarskaja dalla 3. Panzer-Division che alla fine di luglio avanzò audacemente verso il fiume Manyč. Fin dal 28 luglio 1942 il Fronte Meridionale sovietico, incapace di contrastare l'avanzata nemica, aveva ritirato le sue deboli armate dietro i fiumi Kagalnik e Manyč; nello stesso giorno, lo Stavka decise di sciogliere il Fronte Meridionale e raggruppare tutte le forze nel Fronte del Nord Caucaso al comando del maresciallo Budënnyj. Le armate del Fronte del Nord Caucaso furono suddivise in un "Gruppo del Don" al comando del generale Malinovskij, costituito dalla 12ª, 37ª e 51ª Armata e incaricato di sbarrare le vie di accesso a Stavropol', e in un "Gruppo costiero", al comando del generale Jakov T. Čerevičenko, formato dalla 18ª, 47ª e 56ª Armata, impegnato a difendere Krasnodar. Lo Stavka diede precise istruzioni al maresciallo Budënnyj per rafforzare la disciplina e la coesione delle truppe e per potenziare le fortificazioni difensive; inoltre l'alto comando sovietico incaricò il generale Tjulenev di iniziare a raggruppare le forze del Fronte Transcaucasico e predisporre posizioni di sbarramento lungo i fiumi Terek e Uruch e attraverso i valichi caucasici. Si fecero frenetici sforzi per potenziare le difese dei porti del Mar Nero e per costituire nuove unità di riserva.
Nonostante le misure d'emergenza prese dallo Stavka, la situazione sovietica peggiorò rapidamente nella prima settimana di agosto 1942. Il 1º agosto le unità corazzate del 3º Panzerkorps del generale Eberhard von Mackensen, appartenente alla 1. Panzerarmee del generale von Kleist, attraversarono il Manyč e raggiunsero Sal'sk, mentre sulla loro sinistra la 3. Panzer-Division superò a sua volta il fiume di sorpresa a Manyčtroj e il 2 agosto occupò Iku-Tuktum. A Marinovka i panzer della 23. Panzer-Division respinsero con gravi perdite un contrattacco di mezzi corazzati sovietici che dovettero ripiegare. Sull'ala destra del Gruppo d'armate A, la 17ª Armata del generale Ruoff avanzò verso Krasnodar mentre i sovietici battevano in ritirata rinunciando a difendere la linea del Kagalnik e prendendo posizione dietro i fiumi Eia e Kugo-Eia, coperti dall'efficace azione del 17º corpo di cavalleria cosacca del Kuban. Lo sfondamento tedesco del linea del Manyč aveva messo in grave difficoltà la 51ª Armata sovietica che combatteva sull'ala destra del Fronte del Nord Caucaso; queste forze sovietiche erano tagliate fuori e ricevettero l'ordine di ripiegare verso est, passando alle dipendenze del Fronte di Stalingrado che era impegnato a coprire gli accessi meridionali della città sul Volga.
Nei primi giorni di agosto, l'andamento meno favorevole per i tedeschi dei combattimenti nel settore di Stalingrado costrinse Hitler e l'alto comando ad una ridistribuzione delle limitate forze corazzate disponibili. Fin dal 30 luglio all'interno dell'alto comando tedesco era prevalente l'opinione che la battaglia di Stalingrado sarebbe stata decisiva anche per il successo dell'offensiva nel Caucaso; quindi il generale Hoth ricevette l'ordine di passare alle dipendenze del Gruppo d'armate B e deviare verso nord-est per raggiungere e attaccare da sud la città sul Volga in cooperazione con la 6. Armee del generale Paulus. La 4. Panzerarmee avrebbe tuttavia impegnato solo una parte delle sue forze originarie, mentre il 40º Panzerkorps sarebbe rimasto nel settore caucasico alle dipendenze della 1. Panzerarmee del generale von Kleist. Nonostante l'indebolimento delle forze del Gruppo d'armate A, lo Stavka era estremamente preoccupato per lo sfondamento a sud del Manyč e il 3 agosto 1942 decise una nuova ritirata del Fronte del Nord Caucaso dietro il fiume Kuban', mentre le armate del "Gruppo del Don" avrebbero cercato di difendere Stavropol'e Armavir; vennero attivati piani d'emergenza per evacuare le attrezzature industriali delle città e per trasferire la popolazione verso la regione del Mar Caspio.

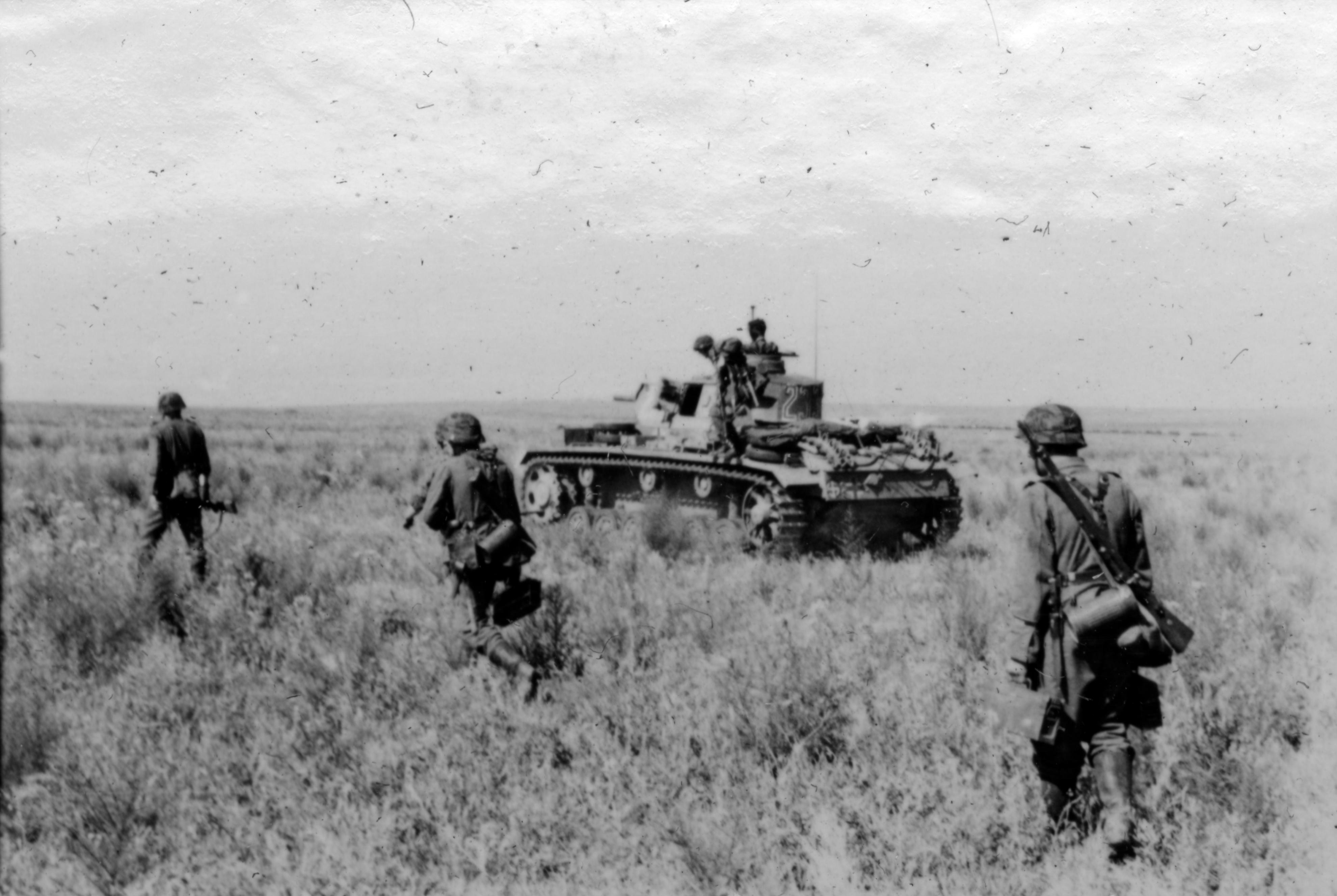
Truppe Waffen-SS della 5ª Divisione motorizzata Wiking in avanzata nella steppa del Kuban'

L'avanzata tedesca continuava apparentemente inarrestabile; il 5 agosto 1942 i reparti della 3. Panzer-Division occuparono facilmente Stavropol'; nei giorni seguenti, mentre due divisioni di fanteria coprivano il fianco sinistro del Gruppo d'armate A e raggiungevano il 12 agosto Ėlista, le forze corazzate del 40º Panzerkorps si spinsero sempre più in profondità nell'arido territorio della steppa della Calmucchia. Contemporaneamente il 3º Panzerkorps della 1. Panzerarmee del generale von Kleist, dalla testa di ponte di Salsk, marciò rapidamente verso sud: il 6 agosto cadde Armavir e venne superata la linea del fiume Laba a Kurganaja e Labinsk. Il 9 agosto i carri armati della 13. Panzer-Division entrarono a Majkop e occuparono la grande regione petrolifera; i sovietici erano riusciti tuttavia a completare in tempo vaste opere di demolizione ed evacuazione, rendendo inutilizzabili gli impianti. L'ala sinistra della 17ª Armata del generale Ruoff, costituito dal 57º Panzerkorps del generale Friedrich Kirchner, avanzò parallelamente alle truppe del generale von Mackensen in direzione del fiume Kuban'; furono le truppe Waffen-SS della 5ª Divisione motorizzata "Wiking" a raggiungere per prime il fiume e costituire a Kropotkin teste di ponte sulla riva meridionale.
Questi brillanti successi, e l'apparente indebolimento della resistenza sovietica, suscitarono un certo ottimismo nell'alto comando tedesco; lo stesso prudente generale Franz Halder il 12 agosto 1942 affermò che "l'esercito russo nel Caucaso sembra mostrare crescenti segni di disgregazione", mentre il servizio informazioni dell'esercito, diretto dal generale Reinhard Gehlen (Fremde Heere Ost), concluse che il piano dell'Armata Rossa di ritirata strategica era sostanzialmente fallito; il Gruppo d'armate A rivendicava la cattura dal 1º luglio al 10 agosto di 390000 prigionieri e la distruzione di 522 mezzi corazzati. Il servizio informazioni affermò inoltre che "non poteva essere ancora determinato con sufficiente chiarezza" se i sovietici avrebbero tentato di difendere la Transcaucasia o Stalingrado, mentre venne anche ventilata la possibilità che i sovietici lasciassero ai britannici il compito di difendere il Caucaso. 

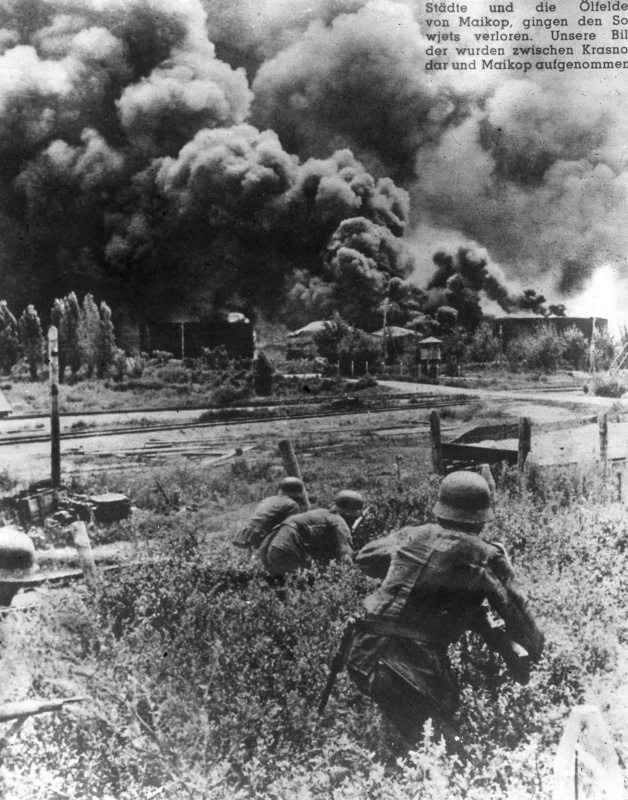
Soldati tedeschi del 3º Panzerkorps in combattimento a Majkop

Lo sfondamento della 1. Panzerarmee verso Armvir e Majkop sembrava effettivamente mettere in pericolo tutte le forze sovietiche che stavano difendendo accanitamente la regione di Krasnodar contro la 17ª Armata del generale Ruoff; il maresciallo Budënnyi aveva consolidato le difese tra Novorossijsk, Krasnodar e Tuapse, schierando la 56ª la 12ª e la 18ª Armata per fermare un'irruzione nemica verso le coste del Mar Nero, ma l'avanzata delle forze meccanizzate tedesche in direzione sud-ovest da Armvir verso Tuapse avrebbe potuto intercettare le linee di comunicazione del "Gruppo costiero". Lo Stavka a Mosca in realtà temeva un crollo del Fronte del Nord Caucaso e decise di far entrare in azione le armate del Fronte Transcaucasico del generale Tjulenev, che stavano organizzando la loro principale linee difensiva sul Terek e avevano costituito ampie teste di ponte a nord del fiume. Alla metà di agosto il generale Tjulenev spinse le sue forze fino a Mineral'nye Vody per appoggiare le truppe in ritirata del generale Malinovskij. Nel frattempo la massa crescente dei profughi che abbandonavano le terre invase creava grandi difficoltà al sistema dei trasporti ferroviari; i cosiddetti "convogli del dolore" trasportavano in un'atmosfera di panico e disperazione le popolazioni evacuate da Nal'čik e Beslan fino a Machačkala e da Derbent fino a Baku. Stalin e lo Stavka temevano realmente che tutte le comunicazioni della regione caucasica con il territorio sovietico rischiassero di essere tagliate dall'avanzata tedesca; vennero quindi date disposizioni al generale Tjulenev di organizzare con la massima urgenza una struttura logistica autonoma mentre le fabbriche locali iniziarono la produzione di armi leggere e munizioni per il fronte.
Mentre le forze corazzate del generale von Kleist si addentravano sempre più in profondità nella steppa del Kuban, nel settore del Mar Nero il generale Ruoff, comandante di un raggruppamento costituito dalla 17ª Armata tedesca e dalla 3ª Armata rumena, aveva dovuto affrontare una resistenza sovietica più tenace; la 56ª Armata del Fronte del Nord Caucaso difese aspramente Krasnodar. Le forze tedesco-rumene riuscirono ugualmente a raggiungere il 10 agosto Tichoreck dove dovettero combattere duramente; i fiumi Kagalnik e Jeja furono superati, infine Krasnodar e la regione delle raffinerie di petrolio vennero conquistati dal 5º corpo d'armata tedesco dopo una violenta battaglia dall'11 al 14 agosto. Nel settore centrale, l'ala destra della 1. Panzerarmee non riuscì invece a proseguire subito da Majkop verso Tuapse; il 17º corpo di cavalleria cosacca del Kuban e una divisione siberiana bloccarono temporaneamente l'avanzata tedesca. Nella steppa dei Calmucchi i panzer del 40º Panzerkorps arrivarono a contatto con le avanguardie del Fronte Transcaucasico del generale Tjulenev che stavano organizzando le difese sul Terek; il 10 agosto 1942 la 3. Panzer-Division superò il fiume Kuma e raggiunse Pjatigorsk mentre la 23. Panzer-Division occupò Mineral'nye Vody.
Alla metà del mese di agosto le crescenti difficoltà logistiche iniziarono tuttavia ad intralciare fortemente l'avanzata tedesca; le persistenti carenze di carburante, le crescenti esigenze della battaglia di Stalingrado che stava continuando accanitamente, e l'allungamento delle linee di comunicazioni che partivano da Rostov costrinsero il feldmaresciallo List a riorganizzare il suo schieramento prima di iniziare la nuova fase dell'avanzata. Divenne particolarmente difficoltoso il trasporto dei rifornimenti fino alle truppe di avanguardia; si ricorse ad espendienti come l'utilizzo di carri requisiti sul posto e l'impiego di cammelli per trasportare i materiali trasferiti per mezzo di aerei Junkers Ju 52 fino agli aeroporti avanzati dietro il fronte.

#### Seconda fase
L'evoluzione apparentemente favorevole dell'avanzata tedesca nel Caucaso provocò grande allarme anche tra i dirigenti politico-militari britannici; Winston Churchill dimostrò durante l'estate 1942 forte interesse a conoscere gli sviluppi reali della situazione nel settore meridionale del fronte orientale. Dall'esame della corrispondenza segreta del primo ministro con Stalin risulta evidente come il capo britannico fosse molto preoccupato di un possibile sfondamento tedesco oltre il Caucaso che avrebbe potuto mettere in pericolo i possedimenti britannici del Medio Oriente Durante l'incontro di Mosca dal 12 al 17 agosto 1942 Churchill e i suoi generali chiesero precise informazioni sulla situazione nel Caucaso e proposero di inviare in rinforzo una serie di squadriglie aeree della RAF, la cosiddetta operazione Velvet. Stalin durante i colloqui con Churchill sembrò sicuro di poter controllare la situazione e affermò che il Caucaso era difeso da 25 divisioni, ma gli ufficiali britannici espressero velatamente un certo scetticismo sulla capacità di resistenza sovietica. Churchill aveva anche potenziato il comando del Medio Oriente del generale Henry Maitland Wilson che, ridenominato Persia and Iraq Command con quartier generale a Baghdad, disponeva di quattro divisioni raggruppate nella 10ª Armata per sbarrare il passo ad un'eventuale irruzione di forze corazzate tedesche a sud del Caucaso.

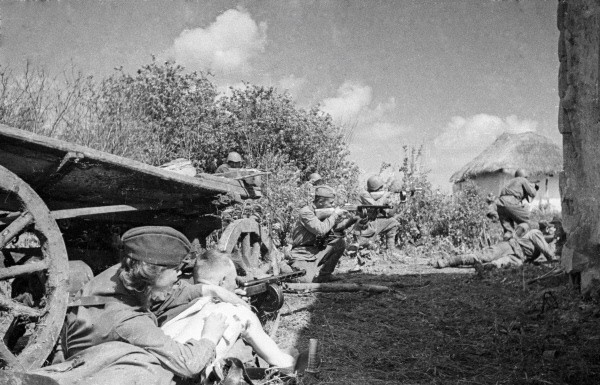
Truppe sovietiche dell'Armata Rossa in combattimento in un villaggio del Kuban'

Il 18 agosto 1942 il Gruppo d'armate A diede inizio alla seconda fase dell'offensiva tedesca nel Caucaso; nonostante le crescenti difficoltà logistiche, nel complesso permaneva nell'alto comando tedesco un notevole ottimismo; si riteneva che i sovietici avrebbero continuato la ritirata e che anche la linea del fiume Terek fosse solo debolmente presidiata. Dopo il superamento del Kuban sembrava aperta la strada per un agevole conquista delle coste del Mar Nero; il raggiungimento di questi obiettivi avrebbe potuto convincere finalmente la Turchia ad entrare in guerra a favore del Terzo Reich; le posizioni russe e britanniche in Iran sarebbero divenute molto precarie e si sarebbe presentata la grandiosa possibilità di coordinare l'offensiva attraverso il Caucaso con l'attacco del feldmaresciallo Erwin Rommel in Egitto. Anche tra le truppe tedesche correvano voci di un'avanzata verso sud "prendere gli inglesi alle spalle" e congiungersi con la forze dell'Afrikakorps del feldmaresciallo Rommel.
Il feldmaresciallo List, sollecitato da Hitler e dal comando supremo ad accelerare le operazioni, decise di riprendere l'offensiva in tutti i settori contando di raggiungere contemporaneamente gli obiettivi più importanti; il generale von Kleist avrebbe dovuto avanzare con le sue forze mobili da Stavropol' verso Groznyj, Machačkala sul Mar Caspio e quindi fino a Baku; la 17ª Armata del generale Ruoff, invece, avrebbe puntato da Krasnodar sull'importante porto di Novorossijsk; raggiunto questo obiettivo le forze tedesche e rumene avrebbero proseguito lungo la costa del Mar Nero in direzione di Tuapse, Suchumi e Batumi. Questa avanzata costiera sarebbe stata supportata dall'intervento attraverso lo stretto di Kerč del 42º Corpo d'armata stanziato in Crimea, mentre le truppe da montagna del 49º Corpo d'armata avrebbero effettuato un'audace irruzione attraverso gli altissimi e impervi passi del Caucaso centrale e occidentale fino a Suchumi e Kutaisi. A causa della situazione precaria nel settore di Stalingrado e lungo il fiume Don, il Gruppo d'armate A non ricevette alcun rinforzo prima di iniziare la seconda fase dell'offensiva; al contrario, l'alto comando tedesco fu costretto a trasferire al Gruppo d'armate B l'intera 8ª Armata italiana; a partire dal 19 agosto anche le ottime truppe del Corpo d'armata alpino vennero schierato sul Don, dove era in corso un pericoloso contrattacco sovietico, e quindi non poterono partecipare come previsto all'offensiva attraverso i monti del Caucaso insieme alla truppe da montagna tedesche.

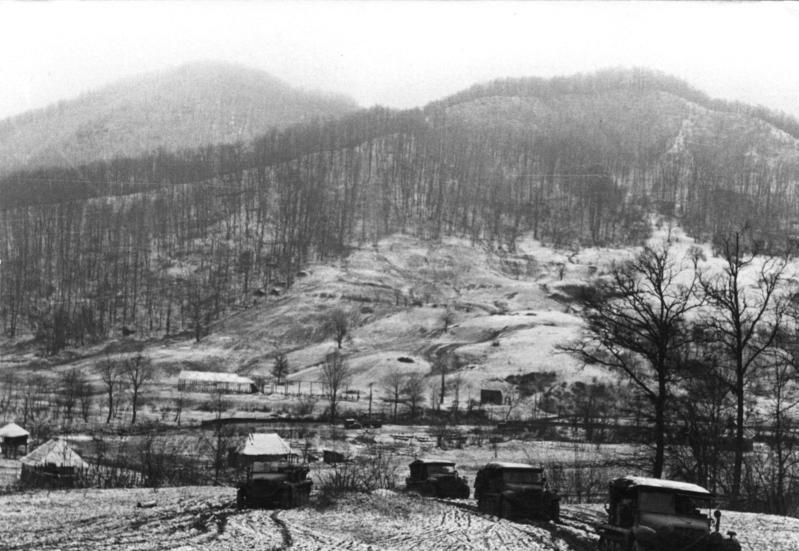
Colonna di semicingolati tedeschi in movimento nella regione caucasica

Nel frattempo l'alto comando sovietico stava cercando freneticamente di rafforzare le sue difese; le armate di riserva del Fronte Transcaucasico erano in movimento per supportare le indebolite forze del maresciallo Budënnyj; era in fase di consolidamento la linea fortificata sui fiumi Terek e Baksan; furono organizzate posizioni arretrate e furono apprestate a difesa le principali città. Stalin e lo Stavka, inoltre,ordinarono tempestivamente al Fronte Transcaucasico di sbarrare solidamente i valichi del Caucaso centrale. In realtà il generale Tjulenev aveva concentrato il grosso della 46ª Armata del generale Leselidze per coprire la costa del Mar Nero lasciando quasi scoperta la catena centrale caucasica; in questa fase si manifestarono dissensi all'interno dei comandi sovietici; la presenza sul posto di Lavrentij Berija e dei suoi uomini dell'NKVD causò contrasti con gli alti ufficiali dell'Armata Rossa; il ministro dell'interno pretese di organizzare personalmente la difesa dei valichi. Stalin era molto irritato per l'impreparazione delle difese; egli ordinò al generale Tjulenev di costituire subito un "Gruppo settentrionale" al comando del generale Ivan Maslennikov per difendere Groznyj con la 44ª, 9ª e 37ª Armata, mentre il maresciallo Budënnyi mantenne inizialmente il controllo della 12ª Armata del generale Andrej Grečko, della 18ª Armata del generale Kamkov, della 56ª Armata del generale Ryžov e dei cosacchi del Kuban per sbarrare la costa del Mar Nero. La 47ª Armata del generale Kotov venne incaricata di difendere la penisola di Taman' e il porto di Novorossijsk.

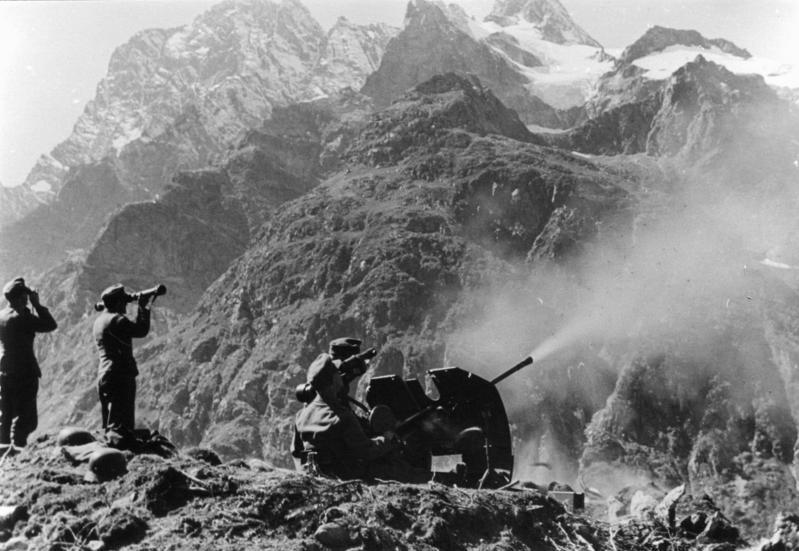
Truppe da montagna tedesche in azione nel Caucaso

La 17ª Armata del generale Ruoff stava effettivamente avanzando pericolosamente verso Novorossijsk con il V corpo d'armata del generale Wilhelm Wetzel, ma contemporaneamente era incaricata di attaccare anche verso Tuapse con il XLIV corpo d'armata di cacciatori e verso Suchumi con il XLXIX corpo d'armata alpino del generale Rudolf Konrad che, costituito dalla 1ª e dalla 4ª Divisione da montagna tedesche e dalla 2ª Divisione da montagna romena, avrebbe dovuto prima superare i grandi valichi del Caucaso centrale. Gli alpini tedeschi entrarono in azione il 13 agosto, dopo aver marciato dietro le truppe mobili del 57º Panzerkorps, e inizialmente fecero spettacolari progressi attraverso i picchi caucasici. Ad est la 1ª Divisione da montagna il 17 agosto conquistò con un'abile manovra il passo Klukhor a 2815 metri, che dominava la strada per Suchumi, quindi proseguì lungo la valle del Klidsh giungendo fino al territorio boscoso a 40 chilometri dalla costa del Mar Nero, dove tuttavia dovette fermarsi di fronte alla crescente resistenza sovietica. Il generale Konrad decise, per proteggere il fianco sinistro scoperto delle sue truppe, di inviare verso il massiccio dell'Elbrus i reparti alpini del capitano Groth e del capitano Gämmerler che il 21 agosto riuscirono, nonostante le difficoltà climatiche, a piantare la bandiera del Terzo Reich sulla vetta più alta del Caucaso.
Mentre i cacciatori alpini della 1ª Divisione da montagna compivano la loro missione propagandistica sulla cima dell'Elbrus, le truppe della 4ª Divisione da montagna riuscirono a conquistare una serie di valichi della catena principale, raggiunsero le pendici meridionali caucasiche e sembrarono in grado di raggiungere la costa. Vennero superati il passo di Samchiaro a 2600 metri e il passo di Alustrahu a 3000 metri; venne anche raggiunto e conquistato il passo Bgalar che conduceva direttamente ai territori boscosi dominanti sulla fascia costiera; Suchumi distava solo venti chilometri. Sulla destra del XLXIX corpo d'armata alpino, i cacciatori del XLIV corpo d'armata, di cui faceva parte anche la brigata Wallonie formata da volontari belgi, si spinsero fino a quaranta chilometri da Tuapse.
Contemporaneamente alle audaci manovre attraverso le montagne il generale Ruoff aveva anche continuato l'attacco verso Novorossijsk; l'alto comando tedesco aveva previsto di potenziare in questa fase le forze della 17ª Armata facendo intervenire dalla Crimea, attraverso lo stretto di Kerč, il XLII corpo d'armata che, tuttavia, dovette combattere duramente per conquistare le basi navali fortemente difese di Temrjuk e Kerč'. I tedeschi diedero inizio alla cosiddetta "operazione Blücher II" il 2 settembre 1942 ma incontrarono una forte opposizione e solo il 5 settembre occuparono Kerč e penetrarono nella penisola di Taman'; i sovietici riuscirono a salvare la flottiglia del Mar d'Azov che si trasferì sul Mar Nero. Nel frattempo dal 20 agosto erano in corso violenti scontri nella direttrice di Novorossijsk; il V corpo d'armata del generale Konrad dovette affrontare una aspra e prolungata resistenza da parte della 47ª Armata del generale Kotov, rinforzata dai combattivi reparti di fanteria di marina. Il 1º settembre i tedeschi riuscirono a superare le posizioni difensive nemiche e raggiunsero la costa del Mar Nero a Anapa; Novorossijsk, priva di solide fortificazioni, era sotto il fuoco dell'artigliera tedesca, ma i difensori sovietici continuarono a resistere mentre le truppe della penisola di Taman', rimaste isolate dopo l'arrivo dei tedeschi ad Anapa, vennero trasferite via mare con successo dal 5 settembre a Gelendžik e rinforzarono le difese lungo la costa del Mar Nero.

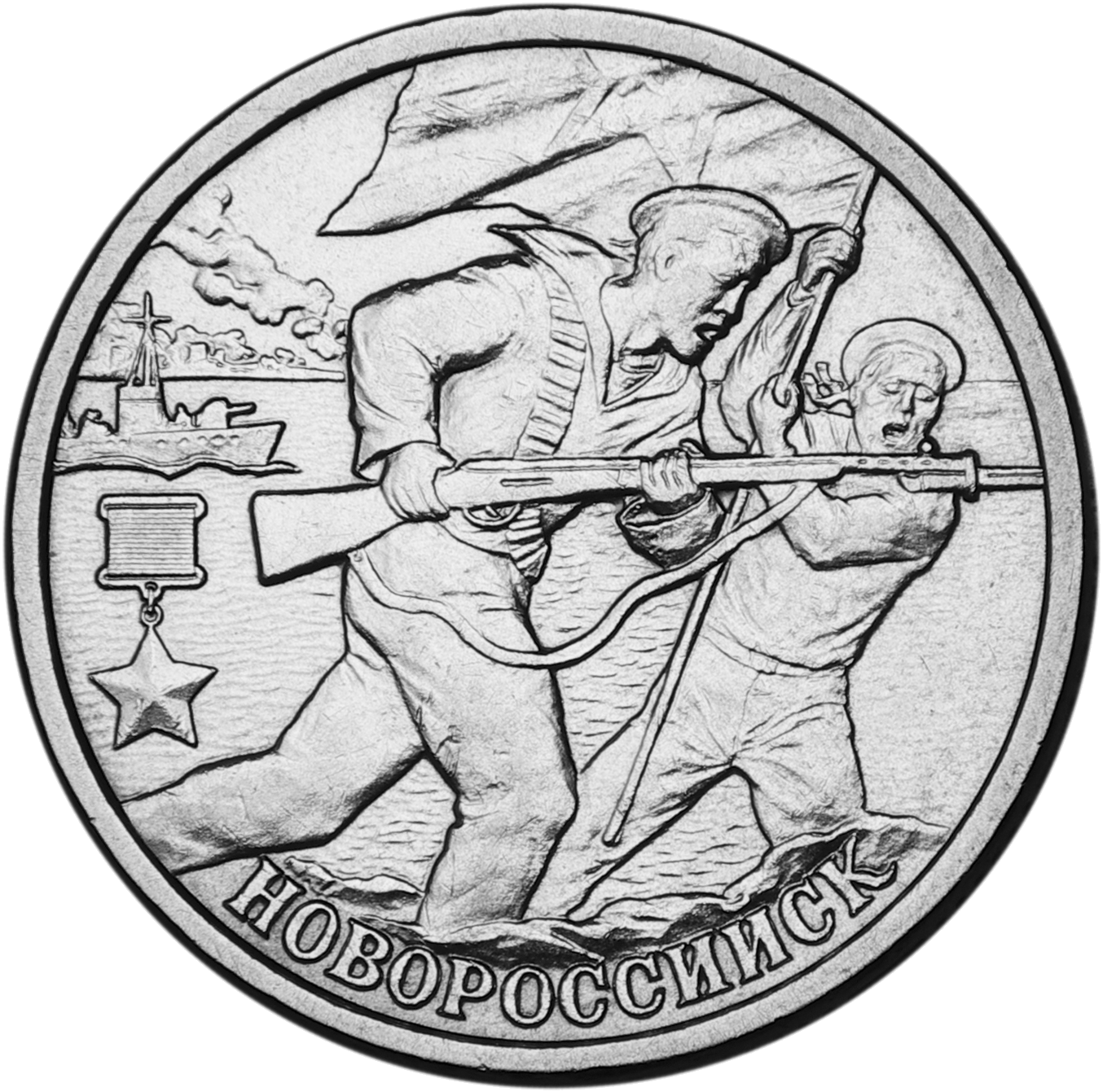
Medaglia commemorativa dedicata ai marinai sovietici che combatterono a Novorossijsk

Stalin e l'alto comando sovietico riorganizzarono nuovamente le forze per sbarrare le direttrici più pericolose dell'avanzata tedesca; il dittatore rimproverò aspramente i suoi generali per il superamento da parte del nemico dei valichi caucasici e impose provvedimenti difensivi d'emergenza. Egli era anche sempre più preoccupato per il possibile intervento in guerra della Turchia in caso di arrivo della Wehrmacht sulla costa del Mar Nero; la 45ª Armata schierata sul confine doveva tenersi pronta a respingere l'esercito turco calcolato in almeno diciassette divisioni. Per difendere Tuapse venne costituito un raggruppamento di forze guidato dal comandante della base navale, ammiraglio Gavril Vasilevič Žukov, che a sua volta dipendeva dall'ammiraglio Filipp Sergeevič Oktijabrskij, comandante supremo della Flotta del Mar Nero; nel frattempo la cosiddetta "zona difensiva di Novorossijsk", parte delle truppe del maresciallo Budënnyj, combatteva aspramente per difendere Novorossijsk; all'inizio di settembre iniziarono gli scontri all'interno stesso della grande base navale.
Nonostante l'efficace resistenza dei difensori sovietici, i tedeschi della 73ª e 125ª Divisione fanteria del V corpo d'armata riuscirono dopo tre giorni di sanguinosi combattimenti nell'area urbana a conquistare finalmente Novorossijsk, che cadde il 10 settembre 1942; tuttavia le truppe dell'Armata Rossa e i marinai della base navale ripiegarono con ordine sulla costa orientale della baia di Tsemesskaja dove fermarono l'ulteriore avanzata tedesca. In questo modo venne sbarrata la strada costiera per Tuapse e inoltre venne impedito l'utilizzo del porto di Novorossijsk; i cannoni sovietici schierati sulla costa orientale della baia potevano controllare e colpire le acque e le installazioni portuali occupate dai tedeschi. Per consolidare la resistenza lungo la costa del Mar Nero, l'alto comando sovietico procedette ad una nuova riorganizzazione delle sue forze; il Fronte del Nord Caucaso del maresciallo Budënnyj venne sciolto e le sue armate vennero integrate nel Fronte Trans-caucasico del generale Tjulenev; le difese nella zona di Novorossijsk, Tuapse e Suchumi costituirono il "Gruppo del Mar Nero" al comando dell'esperto generale Ivan Petrov, veterano dell'assedio di Sebastopoli. A metà settembre il generale Ruoff cercò di superare la tenace resistenza sovietica con una manovra aggirante e un attacco sul fianco direttamente verso Gelendžik, per tagliare fuori le difese della baia di Novorossijsk, ma la manovra non ebbe successo; dopo aspri combattimenti continuati fino alla fine del mese, i sovietici fermarono il nuovo attacco e mantennero il possesso della baia e della strada costiera.
Mentre si combatteva aspramente a Novorossijsk e sulle vie d'accesso a Tuapse e Suchumi, dal 18 agosto era ripresa anche l'avanzata della 1. Panzerarmee del generale von Kleist: dopo il superamento del Kuma a Pjatigorsk, le truppe corazzate tedesche marciavano verso Prochladnyj e Groznyj; nella terza settimana di agosto il 3º Panzerkorps del generale von Mackensen e il 40º Panzerkorps del generale von Schweppenburg arrivarono a contatto con la principale linea difensiva sovietica lungo il Terek. Il generale Maslennikov, comandante del "Gruppo settentrionale" del Fronte Trans-caucasico, aveva fortificato la linea del Terek e disponeva di numerose armate; la 58ª Armata era stata fatta affluire dalla regione di Machačkala ed erano in costruzione ulteriori posizioni difensive a protezione di Baku. I tedeschi raggiunsero la linea del Terek su ampio fronte tra Iščërskaja e le gole del fiume Baksan ma i primi tentativi di superare le difese sovietiche e avanzare su Vladikavkaz lungo la strada militare occidentale, a sud-ovest di Prochladnyj, non ebbero successo.

#### Contrasti nell'alto comando tedesco

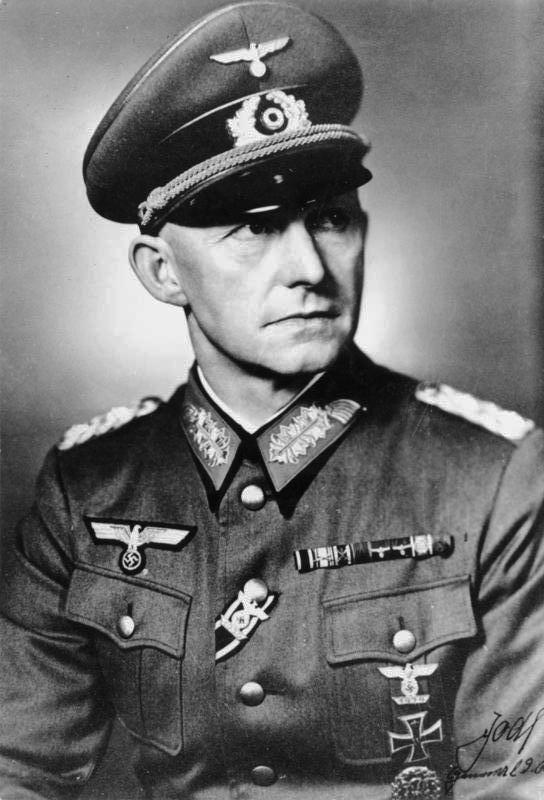
Il generale Alfred Jodl

Il 31 agosto 1942 il feldmaresciallo List venne convocato al quartier generale di Vinnica; Hitler era estremamente irritato per l'apparente rallentamento dell'avanzata; in particolare era in vivace contrasto con il comandante del Gruppo d'armate A per alcune questioni tattiche connesse all'impiego delle truppe da montagna. Il Führer riteneva decisivo far avanzare audacemente i cacciatori alpini tedeschi fino a Gudauta sulla costa del Mar Nero a nord di Suchumi e mostrò poco apprezzamento per le spettacolari ma inutili imprese sui valichi caucasici. Hitler quindi criticò fortemente il feldmaresciallo List per le sue proposte di sospendere, a causa di presunte difficoltà logistiche, l'avanzata su Gudauta e dirottare le truppe da montagna verso Tuapse. L'incontro del 31 agosto si svolse alla presenza del Reichsmarschall Hermann Göring e dei generali Alfred Jodl, Wilhelm Keitel, Franz Halder e Hans Jeschonnek in un'atmosfera inizialmente molto tesa; Hitler accusò il feldmaresciallo di aver sparpagliato troppo le sue forze; alla fine i presenti sembrarono concordare su un piano di massima che prevedeva di effettuare l'attacco su Gudauta e contemporaneamente accelerare l'attacco lungo la costa verso Novorossijsk e Tuapse.
Il feldmaresciallo List, alla presenza di Hitler, era sembrato risoluto ad eseguire i piani del Führer ma. dopo il suo rientro al quartier generale del Gruppo d'armate A a Stalino e dopo alcuni colloqui con i suoi generali, ritornò a manifestare dubbi e comunicò al generale Halder che l'attacco su Gudauta era inattuabile e pericoloso. Il comandante del Gruppo d'armate A richiese l'invio sul posto del generale Jodl per valutare personalmente la situazione e riferire a Hitler. Il generale Jodl si recò a Stalino il 7 settembre 1942 e, dopo approfondite valutazioni con il feldmaresciallo e altri generali, convenne completamente con il parere del comandante del Gruppo d'armate A; ritornato in serata a Vinnica manifestò apertamente a Hitler il suo apprezzamento della situazione e difese l'operato del feldmaresciallo List affermando che egli aveva eseguito correttamente le operazioni seguendo fedelmente le direttive del Führer.
Hitler reagì con grande irritazione alle parole del generale Jodl, respinse le sue affermazioni e dopo il violento alterco decise di interrompere ogni rapporto personale con i suoi principali generali del quartier generale; da quel momento fino al termine della guerra il Führer non avrebbe più avuto contatti conviviali con gli alti ufficiali. Inoltre egli dispose che sarebbero state stenografate tutte le discussioni durante le riunioni quotidiane per evitare equivoci e controversie sull'interpretazione delle sue parole. Il 10 settembre 1942 Hitler, pur avendo accolto sostanzialmente le proposte tattiche del feldmaresciallo List, rimosse dal comando del Gruppo d'armate A l'alto ufficiale, che egli da tempo considerava troppo distaccato e poco dinamico. Il Führer, deluso dalla presunta scarsa risolutezza dei suoi generali, decise di non nominare un sostituto del feldmaresciallo List, di mantenere personalmente il controllo del Gruppo d'armate A e dirigere dal quartier generale di Vinnica l'offensiva nel Caucaso da cui egli si attendeva ancora risultati decisivi prima dell'inverno. Inoltre Hitler prese seriamente in considerazione la possibilità di rivoluzionare completamente la struttura di comando dell'OKW, destituendo sia il feldmaresciallo Keitel che il generale Jodl; corsero voci di una loro sostituzione rispettivamente con il feldmaresciallo Albert Kesselring e con il generale Paulus. Dopo alcune incertezze alla fine Hitler rinunciò ad effettuare queste sostituzioni e lasciò al loro posto Keitel e Jodl; invece il 24 settembre 1942 fu il generale Halder, capo di stato maggiore dell'esercito, ad essere rimosso dal suo incarico dopo un ultimo vivace scontro verbale con Hitler, che da molto tempo riteneva il generale poco risoluto, eccessivamente meticoloso, pessimista e critico verso la direzione della guerra esercitata dal Führer. Hitler non accolse le proposte del feldmaresciallo Keitel che richiese la nomina al posto del generale Halder del feldmaresciallo Erich von Manstein o del generale Paulus, e invece assegnò l'incarico al generale Kurt Zeitzler. Questo ufficiale, giovane ed energico, era ritenuto un esperto di logistica; tuttavia, provenendo dal comando superiore tedesco sul fronte occidentale, era poco informato sugli sviluppi della situazione sul fronte orientale; Hitler riteneva quindi che egli sarebbe stato più facilmente influenzabile e meno indipendente rispetto al generale Halder.

#### Terza fase
Le forze della 1. Panzerarmee erano giunte sul Terek ma si trovavano di fronte un esteso e potente fronte difensivo sovietico che aveva respinto i primi attacchi; il generale von Kleist quindi decise di modificare lo schieramento e raggruppare le sue forze corazzate. La 3. Panzer-Division, appartenente al 40º Panzerkorps del generale von Schweppenburg, marciò rapidamente verso est, passando nelle retrovie della 23. Panzer-Division, e il 25 agosto attaccò e conquistò, dopo aspri combattimenti urbani, la città di Mozdok. Il 30 agosto alcuni reparti motorizzati della divisione effettuarono il passaggio del Terek a Iščërskaja dove il fiume era largo 250 metri, e costituirono una precaria testa di ponte. Il generale Maslennikov aveva in parte disperso le sue armate lungo l'intero corso del Terek e temeva soprattutto uno sfondamento sul suo fianco sinistro; egli concentrò in fretta tre divisioni contro la testa di ponte di Iščërskaja e riuscì a fermare la 3. Panzer-Division. La situazione del "Gruppo settentrionale" del Fronte Trans-caucasico peggiorò tuttavia dal 1º settembre, quando le divisioni di fanteria del 52º Corpo d'armata tedesco attraversarono a loro volta il Terek nel settore di Mozdok e iniziarono ad avanzare lungo la pericolosa direttrice di Malgobek, che era difesa solo dalla debole 9ª Armata sovietica.

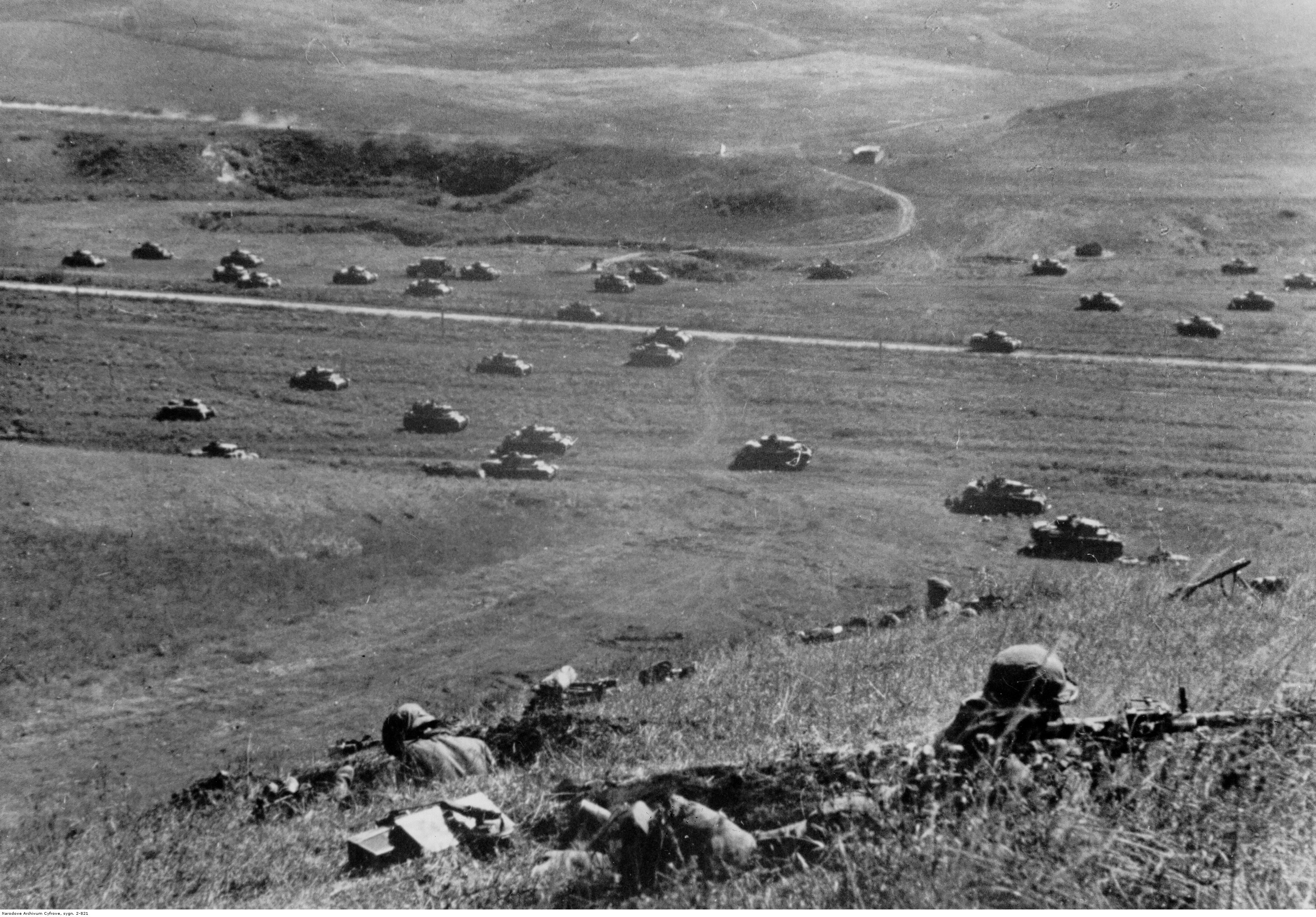
Mezzi corazzati tedeschi nel Caucaso nel settembre 1942

Il generale von Kleist cercò di sfruttare la preziosa testa di ponte sul Terek; la 1. Panzerarmee combatté duramente per progredire verso sud e verso ovest, ma l'avanzata fu lenta, a causa delle grandi carenze di carburante, e duramente contrastata. Solo il 20 settembre la 13. Panzer-Division sbucò dalla testa di ponte di Mozdok e avanzò verso sud-ovest; il 25 settembre il 3º Panzerkorps del generale Mackensen sembrò in grado di ottenere una vittoria strategica: attaccò lungo la strada militare di Tbilisi, cercando di raggiungere Vladikavkaz con la 23. Panzer-Division e la SS "Wiking", trasferita dalla regione di Tuapse. Le truppe della "Wiking" arrivarono fino al margine settentrionale della regione petrolifera di Groznyj e sbarrarono la strada militare di Tbilisi. Ancora una volta tuttavia i tedeschi non poterono porseguire velocemente; la difesa sovietica si stava rafforzando e persistevano le gravi difficoltà logistiche del Gruppo d'armate A; solo alla fine di ottobre la 1. Panzermaee fece un ultimo tentativo di sfondare e raggiungere almeno una parte degli obiettivi stabiliti da Hitler.
Il 3º Panzerkorps, bloccato a sud-ovest, manovrò per attaccare dalla testa di ponte del Terek verso sud-est a partire dal 25 e 26 ottobre 1942; dopo aver superato la fanteria sovietica, la 13. Panzer-Divisione e la 23. Panzer-Division avanzarono rapidamente e il 1 novembre venne occupata Alagir. La 13. Panzer-Division del generale Herr proseguì ancora e il 5 novembre arrivò a cinque chilometri da Vladikavkaz. La divisione corazzata era quasi isolata e in posizione pericolosa; il 6 e il 7 novembre il generale Maslennikov sferrò il contrattacco da nord e da sud in direzione di Gizel'don con quattro corpi di fucilieri, due brigate brigate di fucilieri e due brigate corazzate. La controffensiva sovietica ebbe rapidamente successo e tagliò fuori la 13. Panzer-Division che dovette essere soccorsa dalla SS "Wiking"; dopo violenti combattimenti e forti perdite, la divisione riuscì a ripiegare e rientrare nelle linee tedesche il 12 novembre 1942, abbandonando il terreno conquistato. Nei giorni seguenti il 3º Panzerkorps dovette affrontare lunghi e duri combattimenti difensivi contro i corpi fucilieri sovietici che attaccavano; i tedeschi mantennero le posizioni ma la 1. Panzerarmee, dopo questa sconfitta, aveva ormai esaurito la sua residua capacità offensiva. Gli obiettivi stabiliti da Hitler non erano stati raggiunti, mentre il clima era in rapido peggioramento.
Nei mesi di ottobre fallì definitivamente la campagna tedesca nel Caucaso anche nel settore della 17. Armee del generale Ruoff, che aveva iniziato una nuova offensiva il 25 settembre verso Tuapse; i tedeschi fece alcuni progressi iniziali e la 18ª Armata sovietica si trovò in difficoltà, costringendo lo Stavka ad intervenire sollecitando il generale Tjulenev a potenziare il Gruppo del Mar Nero. Il 19 ottobre i tedeschi conquistarono il passo Elizaverpolski e sembrarono vicini a sfondare verso Soči; la propaganda tedesca affermava che presto la Wehrmacht avrebbe conquistato tutta la costa fino a Batumi e che la flotta sovietica avrebbe dovuto autoaffondarsi. Alla fine di ottobre invece l'avanzata tedesca fu arrestata dalle difese sovietiche, la 18ª Armata respinse tutti gli attacchi e il 26 novembre, quando era già in corso la controffensiva sovietica a Stalingrado, contrattaccò e i tedeschi il 19 dicembre ripiegarono; la missione di conquistare Tuapse dovette essere abbandonata.

## Collaborazionismo, repressione e deportazione
Stalin e l'intero governo sovietico furono, fin dall'inizio dell'attacco tedesco nel Caucaso, estremamente preoccupate per possibili fenomeni di rivolta e collaborazione con il nemico da parte delle numerose popolazioni non russe presenti nel vasto territorio minacciato dall'invasore. Si temeva in particolare, dopo le dimostrazioni di infedeltà dei tartari di Crimea, la ribellione delle popolazioni musulmane del Caucaso, dei cosacchi del Kuban, che durante la Guerra civile avevano combattuto duramente contro i bolscevichi, e in parte anche della popolazione della Georgia; alcuni funzionari sovietici affermarono di contare con certezza nella fedeltà all'Unione Sovietica solo della popolazione armena. Effettivamente l'arrivo della Wehrmacht favorì la defezione di alcune delle popolazioni montanare del Caucaso di religione musulmana; in particolare nel Karačaj le truppe tedesche ricevettero accoglienze molto favorevoli. Questi inquietanti fenomeni di ribellione confermarono i sospetti di Stalin, che prese misure radicali per controllare la situazione; nell'agosto 1942 arrivò nel Caucaso Lavrentij Berija in compagnia di alcuni dei suoi più importanti collaboratori del Ministero degli Interni, tra cui Bogdan Kabulov, Stepan Mamulov, Ivan Pijašev e Lavrentij Tsanava.
Le autorità sovietiche potenziarono fortemente la propaganda antinazista tra le popolazioni del Caucaso, si organizzarono da luglio 1942 "comizi antifascisti", a settembre la stampa sovietica scrisse in termini enfatici per stimolare la resistenza "per la vita e per la morte contro gli invasori tedeschi" i popoli montanari del Caucaso settentrionale e i cosacchi del Don e del Kuban. Contemporaneamente Berija adottò i suoi metodi violenti per prevenire e reprimere ogni fenomeno di ribellione nei territori ancora in possesso dei sovietici. Il ministro attivò a Tbilisi con i suoi "assistenti speciali" uno stato maggiore delle truppe NKVD a disposizione; ci furono subito gravi conflitti di competenze con il generale Malinovskij e le autorità militari dell'Armata Rossa. Berija impose, sulla base dell'autorità assoluta nel campo della sicurezza interna conferitagli da Stalin, il predominio dell'NKVD su tutte le funzioni di controllo e repressione non strettamente connesse con le operazioni militari convenzionali. Berija rimase nel Caucaso dal 23 agosto al 17 settembre 1942; in questo periodo cercò anche di organizzare, con modesti risultati, la difesa della catena caucasica con l'ausilio delle sue truppe speciali NKVD. Egli soprattutto intensificò la difesa contro "sabotatori" e nuclei di paracadutisti tedeschi impiegati a scopi diversivi, e organizzò il presidio di fabbriche strategiche e centrali elettriche; il ministro comunicò a Stalin che era essenziale il "controllo speciale" delle popolazioni.
Le numerose autorità naziste, implicate nei programmi connessi all'occupazione delle terre orientali, avevano effettivamente studiato una serie di ambiziosi progetti per sfruttare lo sperato atteggiamento collaborazionista della popolazione; nonostante vivaci contrasti tra gli organi di potere del Terzo Reich coinvolti in questi programmi, si cercò di sfruttare l'attesa collaborazione dei cosacchi inviando sul posto alcuni famosi generali cosacchi del periodo della Guerra civile, come il generale Pëtr Krasnov, il "capo dell'ufficio cosacco" di Berlino, e il generale Andrej Škuro. Si prescrisse un comportamento corretto e amichevole alle truppe naziste occupanti; nel Kuban si giunse al punto di organizzare un "distretto cosacco" con 160000 abitanti in cui, con il sostegno della Wehrmacht, fu costituita una polizia locale collaborazionista; si promisero ampie riforme agricole, l'eliminazione dei Kolchoz e in prospettiva la formazione di una armata cosacca. Queste promesse svanirono ben presto di fronte al ritorno dei sovietici nel gennaio 1943; il "distretto cosacco" scomparve e numerosi cosacchi abbandonarono le loro terre e seguirono le truppe tedesche in ritirata; circa 20000 cosacchi combatterono nei ranghi della Wehrmacht fino alla fine della guerra. Nel complesso, tuttavia, neppure nelle terre cosacche i tedeschi riuscirono ad ottenere un ampio consenso; la maggior parte della popolazione rifiutò di collaborare, passò alla resistenza passiva e rifiutò di "riconoscere Adolf Hitler come dittatore supremo della nazione cosacca"; si costituirono formazioni partigiane cosacche e unità di cavalleria cosacca combatterono con grande valore nell'Armata Rossa.

## La controffensiva sovietica
(Modo di dire dei soldati tedeschi dopo la sconfitta nel Caucaso)

### Disfatta tedesca a Stalingrado
Gli sviluppi strategici della situazione nel settore del Don e di Stalingrado ebbero conseguenze decisive anche per l'andamento delle operazioni nel Caucaso; il 19 novembre 1942 l'esercito sovietico sferrò la grande operazione Urano e in pochi giorni travolse le truppe rumene e accerchiò completamente l'intero raggruppamento del generale Paulus schierato sul Volga. La catastrofica situazione del Gruppo d'armate B costrinse l'alto comando tedesco ad inviare con urgenza forze mobili per cercare di frenare la controffensiva sovietica e riaprire le comunicazioni della 6. Armee accerchiata; si temeva anche una possibile avanzata dei padroni di casa verso Rostov che avrebbe potuto mettere in pericolo l'intero Gruppo d'armate A nel Caucaso. Hitler, appena informato degli eventi, prese la decisione il 21 novembre di cedere finalmente il controllo del Gruppo d'armate A, che venne affidato al generale von Kleist, mentre il generale von Mackensen prese il comando della 1. Panzerarmee; il Führer decise soprattutto di concentrare forze mobili per passare al contrattacco.

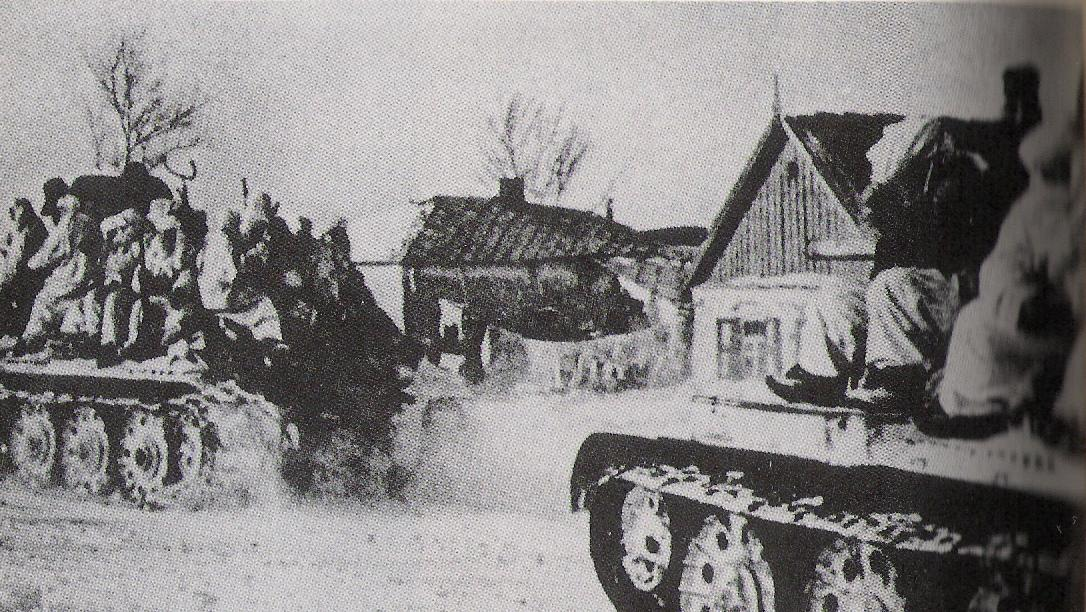
Carri armati sovietici T-34 con fucilieri in tuta mimetica invernale, avanzano durante i giorni dell'offensiva a Stalingrado.

Venne quindi richiamato con la massima urgenza dal Caucaso il quartier generale del 57º Panzerkorps del generale Kirchner, che ricevette la missione di contrattaccare con reparti corazzati di riserva provenienti dalla Francia e con la 23. Panzer-Division che, nonostante fosse molto indebolita e disponesse solo di venti carri armati efficienti, lasciò il settore del Terek e venne fatta affluire in fretta a Kotel'nikovo. In realtà Hitler e alcuni generali tedeschi consideravano ancora con un certo ottimismo la situazione generale nel settore meridionale; il Führer non pensava affatto a ritirare dal Caucaso il Gruppo d'armate A e quindi il generale von Kleist ricevette ordine di mantenere le posizioni raggiunte.
Dopo il fallimento dell'operazione Tempesta Invernale, il contrattacco tedesco lanciato il 12 dicembre 1942 per cercare di sbloccare le truppe della 6. Armee accerchiate a Stalingrado, e la nuova catastrofica disfatta delle forze dell'Asse schierate sul Don a seguito dell'operazione Piccolo Saturno, sferrata dai sovietici il 16 dicembre, la situazione strategica complessiva della Wehrmacht nel settore meridionale del fronte orientale si deteriorò in modo decisivo. Il 27 dicembre 1942 Hitler prese la decisione di richiamare dal Caucaso anche la Divisione motorizzata SS "Wiking", che venne assegnata di rinforzo al Gruppo d'armate Don del feldmaresciallo Erich von Manstein, impegnato a rallentare l'avanzata sovietica verso Rostov. Hitler tuttavia quello stesso giorno disse al feldmaresciallo che il Gruppo d'armate A non avrebbero potuto essere ulteriormente indebolito, rifiutò di assegnare al Gruppo d'armate Don anche la 16ª Divisione motorizzata e confermò la sua decisione di non evacuare il Caucaso e difendere la linea del Terek e la costa del Mar Nero; il Führer autorizzò invece il generale von Kleist ad iniziare ad evacuare i feriti e studiare un eventuale posizione di ripiegamento nella penisola di Taman'.
Fu solo nella notte del 28 dicembre che il generale Zeitzler, il capo di stato maggiore dell'OKH, riuscì, dopo un drammatico colloquio in cui egli evocò il rischio di una "seconda Stalingrado" per l'intero Gruppo d'armate A in caso di mancata ritirata, a convincere Hitler ad autorizzare l'abbandono del Caucaso. Il Führer diede il suo consenso con grande riluttanza e dopo poche ore sembrò addirittura aver cambiato nuovamente parere; infine la ritirata venne confermata. La nuova direttiva dell'alto comando tedesco del 28 dicembre 1942 prevedeva un metodico e ordinato ripiegamento delle truppe del generale von Kleist fino alla linea Mostovoe-Armavir-Salsk; veniva richiesto tuttavia per il momento di "mantenere e rafforzare il fronte costiero" sul Mar Nero.

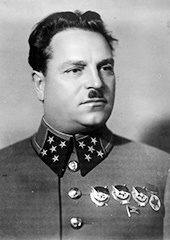
Il generale Ivan Vladimirovič Tjulenev, comandante del Fronte Transcaucasico.

Mentre procedevano alla pianificazione e all'organizzazione dell'operazione Urano e delle offensive collegate, Stalin e lo Stavka,il comando generale delle Forze Armate dell'Unione Sovietica, non avevano rinunciato a prendere l'iniziativa anche sul fronte del Caucaso e sfruttare l'evidente indebolimento dei tedeschi dopo il fallimento dei loro ultimi attacchi all'inizio del mese di novembre. Il generale Tjulenev aveva ipotizzato una controffensiva con le armate del "Gruppo settentrionale" del generale Maslennikov che, partendo dalla linea di Mozdok, avrebbero dovuto avanzare verso Majkop; tuttavia questo piano non era condiviso dall'alto comando sovietico che sollecitò il comandante del Fronte Trans-caucasico a rinforzare il "Gruppo del Mar Nero" del generale Petrov. In un primo momento invece, il generale Tjulenev trattenne sulla linea del Terek due corpi di fucilieri di cui lo Stavka aveva disposto il trasferimento al "Gruppo del Mar Nero".
Il successo delle truppe sovietiche a sud del Don, il fallimento tedesco del tentativo di sbloccare Stalingrado e l'avanzata del Fronte Meridionale del generale Andrej Erëmenko in direzione di Kotel'nikovo a partire dal 24 dicembre 1942, sembrarono aprire favorevoli prospettive per l'Armata Rossa; l'alto comando sovietico ritenne possibile organizzare una grande offensiva combinata per isolare e distruggere l'intero Gruppo d'armate A avventuratosi nel Caucaso. Il 29 dicembre Stalin diramò nuovi ordini al generale Tjulenev; il Fronte Trans-caucasico avrebbe dovuto rinunciare all'attacco su Majkop e concentrare le sue forze sull'ala sinistra, dove il "Gruppo del Mar Nero" del generale Petrov avrebbe marciato rapidamente su Krasnodar e Tichoreck, congiungendosi con le forze del generale Erëmenko che, da Kotel'nikovo, sarebbero avanzate a loro volta su Salsk e Tichoreck, intercettando le vie di comunicazione tedesche. Era anche prevista una successiva manovra su Rostov e un'operazione verso Novorossijsk e la penisola di Taman'. Nonostante le proteste dei generali Tjulenev e Petrov, dubbiosi sulla riuscita di un piano così ambizioso a causa delle grandi difficoltà logistiche e della rigida stagione invernale, Stalin impose di procedere con la massima urgenza all'esecuzione della cosiddetta "variante Krasnodar".
Dopo un ultimo inutile tentativo del generale Tjulenev di sconsigliare l'operazione e di ritornare alla "variante Majkop", Stalin, che era il comandante supremo delle forze armate dall'8 agosto 1941, confermò i piani più ambiziosi; il comandante supremo approvò i progetti preparati dal Fronte Transcaucasico, l'"operazione Gore" che prevedeva un attacco a Gorijsij Kluc verso il Kuban, e l'"operazione More", uno sbarco anfibio a Južnaja Ozereika in direzione di Novorossijsk. Stalin tuttavia allertò il generale Tjulenev sui segni di un imminente ritirata generale dei tedeschi e quindi sollecitò l'inizio con la massima urgenza dell'offensiva verso Tichoreck, per bloccare le linee di comunicazione del Gruppo d'armate A, da parte del generale Petrov, senza attendere il completamento dei preparativi e l'arrivo di tutti i rinforzi previsti; il 4 gennaio 1943 l'alto comando sovietico diramò gli ordini definitivi per l'offensiva del generale Petrov verso Batajsk, Azov e Rostov; Stalin, in qualità di comandante supremo, ordinò al generale Tjulenev di recarsi personalmente sul posto e controllare l'operazione.

### Ritirata dal Caucaso

#### Prima fase della ritirata tedesca

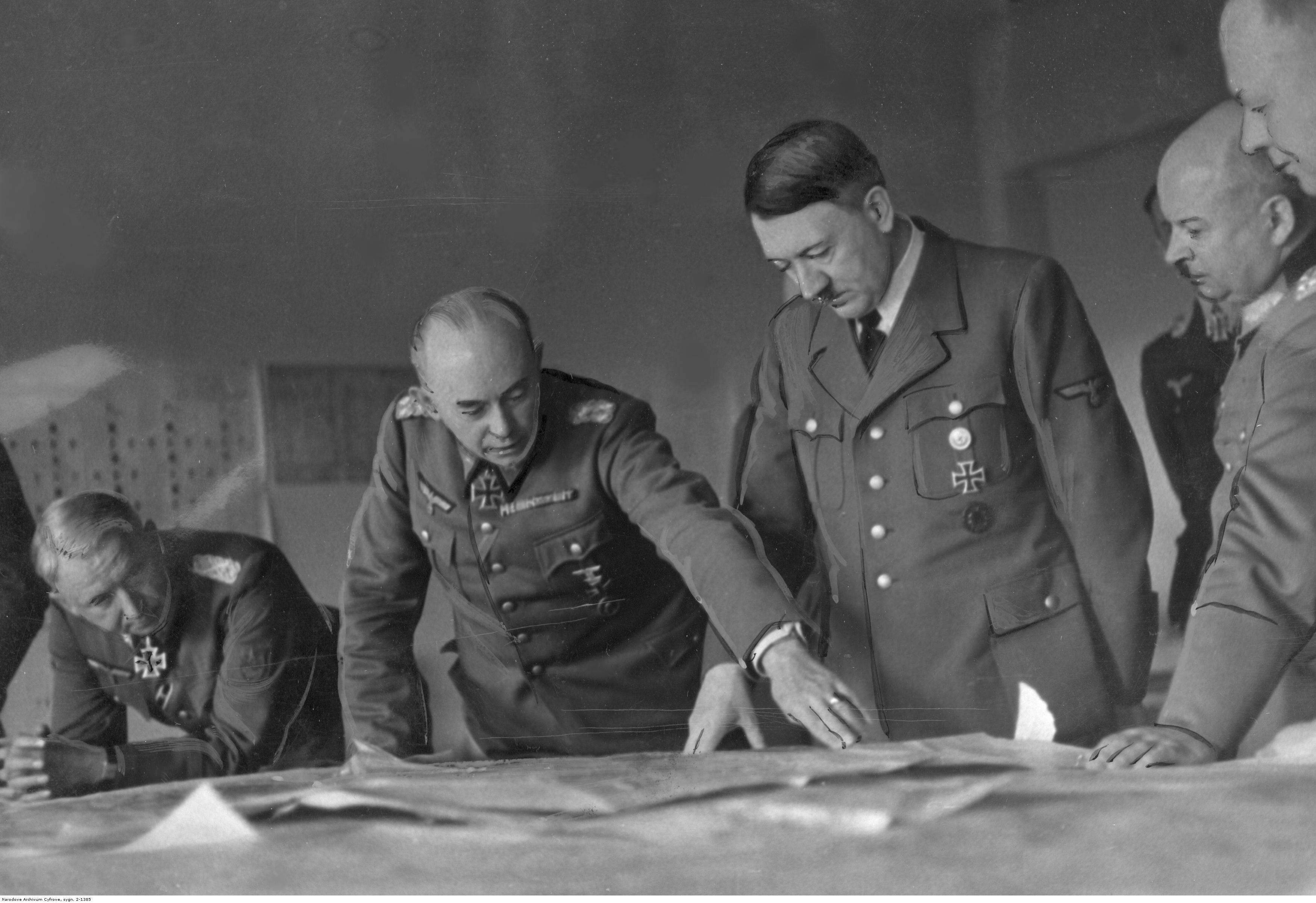
Adolf Hitler conferisce con i suoi generali nel marzo 1943; da sinistra il feldmaresciallo Erich von Manstein, il generale Richard Ruoff, Hitler, il generale Kurt Zeitzler.

A partire dalla notte del 31 dicembre 1942 il generale von Kleist aveva effettivamente dato inizio alla ritirata della 1. Panzermee dalle sue posizioni esposte; il generale von Mackensen fece quindi evacuare la testa di ponte sul Terek a Išerskaja e le truppe iniziarono la marcia verso nord; le formazioni tedesche, la 3. Panzer-Division, la 13. Panzer-Division, la SS "Wiking" e tre divisioni di fanteria raggiunsero con successo, dopo estenuanti marce notturne, la linea del fiume Kuma entro il 6 gennaio 1943 e organizzarono posizioni di sbarramento per facilitare la ritirata dei convogli logistici e delle colonne di retroguardia.
Il Gruppo settentrionale del Fronte Trans-caucasico, al comando del generale Maslennikov, aveva dato inizio alla sua offensiva fin dal 3 gennaio 1943 ma non ottenne grandi successi; la 58ª Armata del generale Kondrat Melnik liberò le città di Malgobek e Mozdok già evacuate dai tedeschi ma l'inseguimento proseguì con difficoltà. Il comando del Gruppo settentrionale aveva fino all'ultimo temuto un nuovo attacco tedesco e non aveva rinforzato a sufficienza lo schieramento di truppe sull'ala destra; si verificarono inoltre gravi problemi di comunicazione e collegamento logistico con le forze di prima linea a contatto con le retroguardie tedesche. Di conseguenza, i tedeschi riuscirono a raggiungere ordinatamente la linea del Kuma dove opposero forte resistenza; l'alto comando sovietico criticò aspramente il comando del Fronte Trans-caucasico per aver lasciato sganciare la 1. Panzerarmee; il generale Aleksandr Vasilevskij, il capo di Stato maggiore generale dell'Armata Rossa, si recò sul posto per accelerare le operazioni e venne costituito un "Gruppo di cavalleria meccanizzata" al comando del generale Nikolaj Kiricenko con il 4º Corpo di cavalleria del Kuban e il 5º Corpo di cavalleria del Don, per avanzare rapidamente verso Armavir e intercettare le comunicazioni del nemico, ma la manovra riuscì solo in parte; dall'8 al 10 gennaio 1943 le truppe sovietiche furono bloccate temporaneamente sulla linea del Kuma.

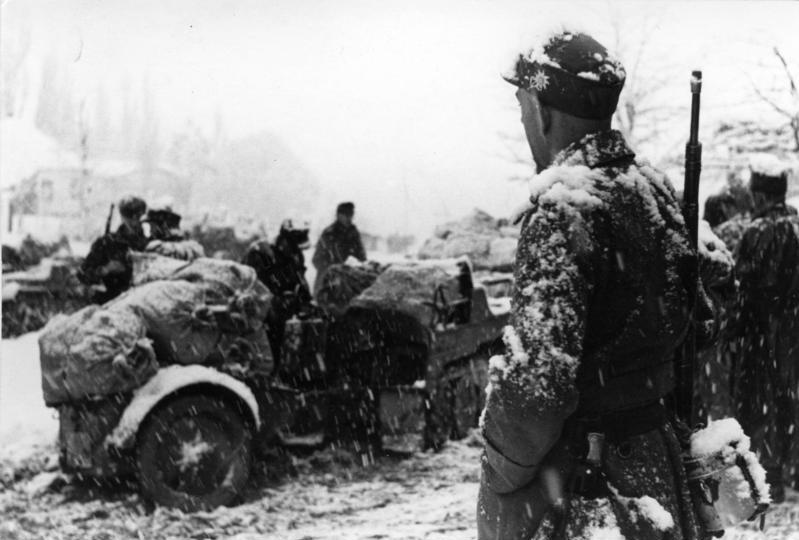
Truppe tedesche nel Caucaso durante l'inverno 1942-43

I tedeschi effettuarono con notevole abilità lo sbarramento sul fiume Kuma; mentre la SS "Wiking" si trasferiva con urgenza a nord per sostenere il fronte della 4. Panzerarmee, che rischiava di crollare dopo la caduta di Kotel'nikovo; il 40º Panzerkorps del generale Siegfried Heinrici, costituito dalla 3. Panzer-Division, la 13. Panzer-Division e tre divisioni di fanteria, respinse i primi attacchi sovietici e quindi ripiegò dopo aver fatto saltare i ponti il 10 gennaio. La controffensiva sovietica riprese l'11 gennaio 1943; la 9ª Armata del generale Koroteev raggiunse e liberò Georgievsk e Mineral'nye Vody dopo duri combattimenti, mentre sul fianco sinistro del Gruppo settentrionale i soldati della 37ª Armata del generale Kozlov attraversarono su un precario ponte costruito nell'acqua ghiacciata il fiume Baksan e liberono Kislovodsk. Le truppe tedesche mantennero la coesione e si batterono ma non poterono difendere ulteriormente la linea del Kuma; continuamente colpiti dagli attacchi aerei dell'aviazione sovietica, i reparti della 1. Panzerarmee cercarono di raggiungere e presidiare la successiva linea difensiva tra il fiume Kalaus e Čerkessk. Tuttavia, nonostante gli ordini del generale von Kleist di rallentare il ritmo del ripiegamento e costituire forti capisaldi per trattenere gli inseguitori, le truppe tedesche del generale von Mackensen continuarono la ritirata.
Le armate del generale Maslennikov inseguirono i fuggitivi tedeschi, sostenute dall'efficace intervento di gruppi partigiani che colpirono le retrovie e le vie di comunicazione soprattutto nella regione di Stavropol; aeroporti e stazioni ferroviarie furono attaccate, venne distrutta parte della ferrovia Mozdok-Armavir. Stavropol' venne liberata il 21 gennaio 1943 dai reparti della 44ª Armata che avanzavano da est, mentre altre formazioni appartenenti alla 9ª Armata entrarono nella città da sud; contemporaneamente le truppe della 37ª Armata liberarono Čerkessk. Il Gruppo settentrionale del Fronte Trans-caucasico aveva raggiunto importanti obiettivi strategici ma non era riuscito a tagliare la ritirata della 1. Panzerarmee; a causa dei ritardi iniziali e della tardiva costituzione del raggruppamento di cavalleria meccanizzata i tedeschi, furono costretti ad abbandonare tutte le loro conquiste ma riuscirono comunque a trasferire a nord il 3º Panzerkorps, per tentare di bloccare la pericolosa avanzata del Fronte Meridionale del generale Erëmenko verso Tichoreck e Rostov.

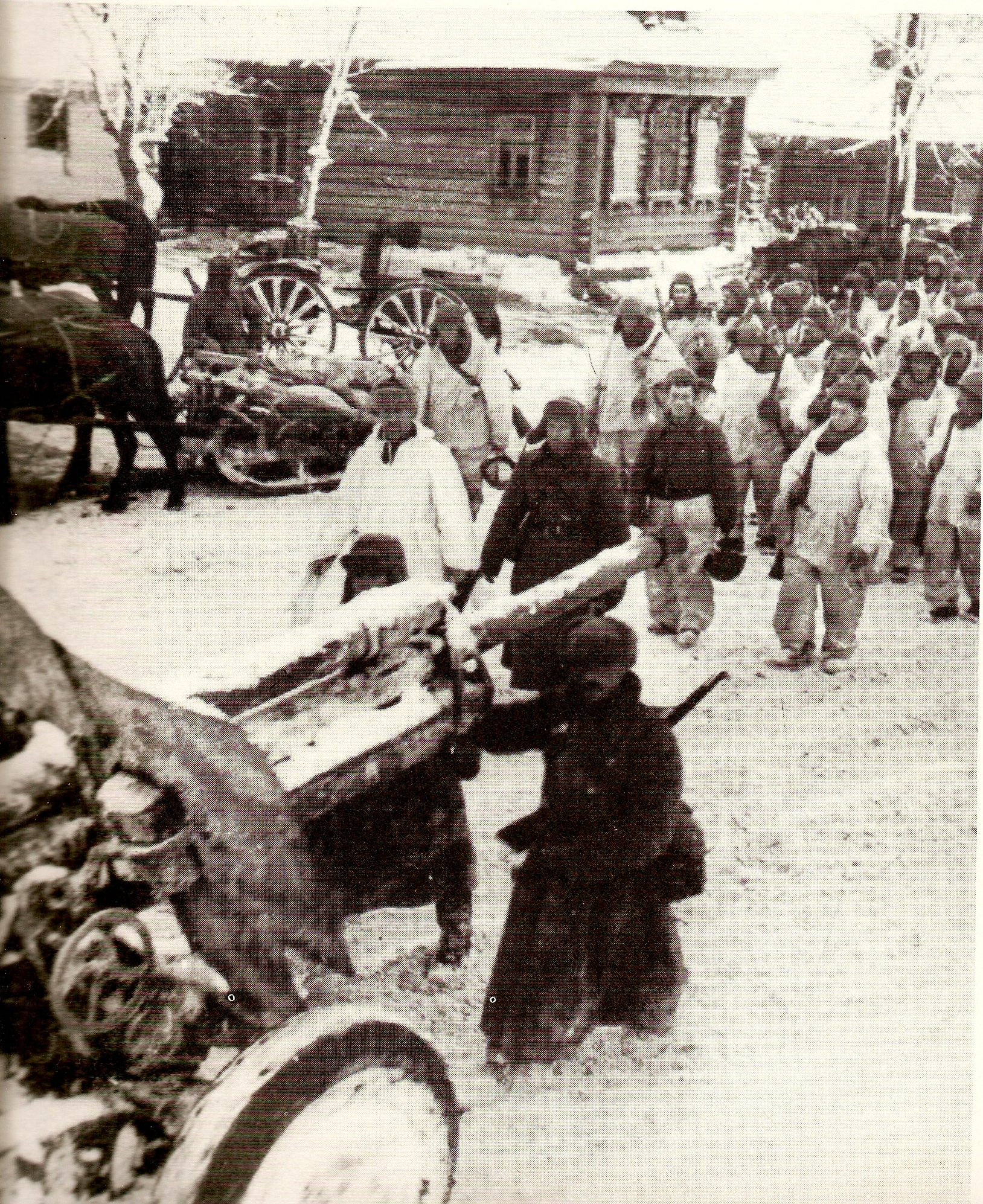
Fucilieri e artiglieria dell'Armata Rossa avanzano nella neve

Dopo la liberazione di Kotel'nikovo, il generale Erëmenko aveva infatti ricevuto ordine dall'alto comando supremo di accelerare la sua avanzata; il Fronte Meridionale marciava lungo la riva orientale del Don in direzione di Rostov con la 2ª Armata della Guardia, e verso Salsk e Tichoreck con le armate dell'ala sinistra, la 51ª Armata e la 28ª Armata. L'avanzata, iniziata il 4 gennaio 1943, fu debolmente contrastata dalle forze tedesche della 4. Panzerarmee; il feldmaresciallo von Manstein e il generale Hermann Hoth cercavano di fermare o rallentare l'offensiva nemica per dare tempo al Gruppo d'armate A di completare la ritirata dal Caucaso e rafforzarono il loro schieramento a sud del Don con la divisione SS "Wiking" e con un battaglione di carri pesanti Panzer VI Tiger I appena arrivato sul campo. Le truppe sovietiche, inoltre, erano indebolite dalle precedenti battaglie e in particolare le unità corazzate necessitavano di essere rinforzate con nuovi mezzi; lo Stavka promise l'invio di 150 carri. Il 7 gennaio 1943 a Zimovniki le formazioni meccanizzate sovietiche furono temporaneamente fermate dalle riserve corazzate tedesche; l'11 gennaio finalmente la 2ª Armata della Guardia e la 51ª Armata raggiunsero le rive del fiume Manyč.

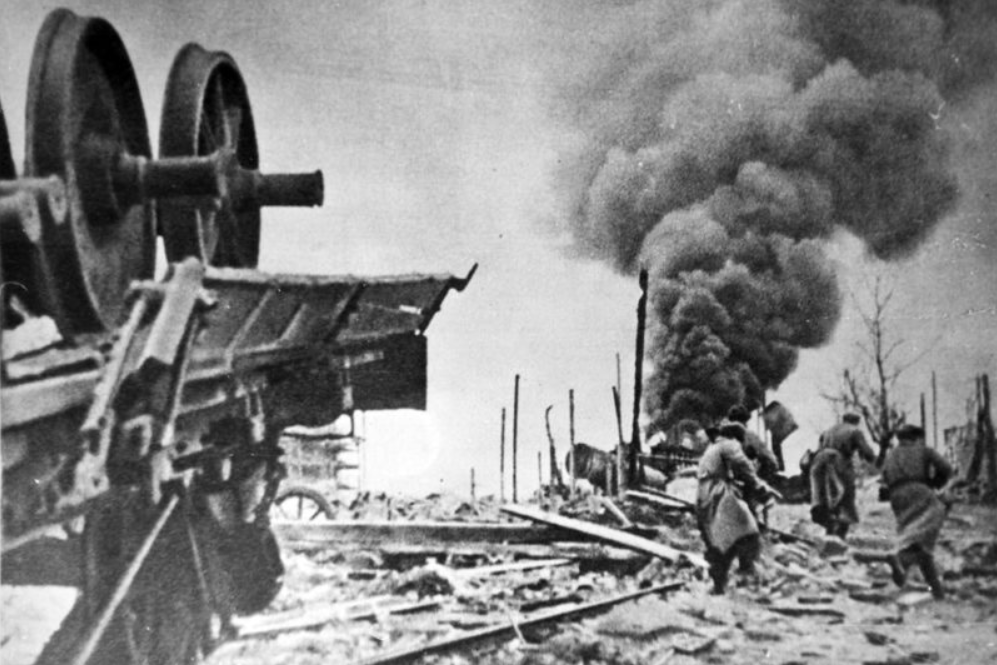
Soldati sovietici nei combattimenti per la liberazione di Majkop

Il 17 gennaio 1943 il Fronte Meridionale riprese l'offensiva; il generale Pavel Rotmistrov ricevette il comando di tutte le forze mobili raggruppate in un gruppo meccanizzato con l'ordine di superare il fiume e marciare con la massima velocità fino a Batajsk e Rostov, tagliando la strada alla 1. Panzerarmee in ritirata. Il 20 gennaio 1943 le unità corazzate d'avanguardia del generale Rotmistrov attaccarono la linea del Manyč e riuscirono a costituire teste di ponte a Proletaskaja e Manyčskaja, creando una situazione di grande pericolo per l'alto comando tedesco; la strada di Rostov sembrava aperta per i carri armati sovietici mentre le colonne in ritirata della 1. Panzerarmee erano ancora in marcia da sud. Il feldmaresciallo von Manstein riuscì fortuitamente a mantenere il controllo della situazione; l'11. Panzer-Division passò a sud del Don il 22 gennaio e contrattaccò con successo in cooperazione con la 16. Divisione motorizzata, che era riuscita a sganciarsi abilmente verso ovest per partecipare all'azione. Le punte corazzate del gruppo mobile sovietico subirono forti perdite e il 26 gennaio 1943 vennero arrestate.
Mentre il generale Maslennikov inseguiva la fuggitiva1. Panzerarmee e il generale Erëmenko cercava di raggiungere Rostov per tagliare la strada ai tedeschi, il generale Petrov, comandante del  "gruppo del Mar Nero" del Fronte Transcaucasico del generale Tjulenev, aveva iniziato dall'11 gennaio 1943 la sua complicata offensiva, fortemente sollecitata dal comando supremo,in direzione di Krasnodar e Tichoreck. Le proibitive condizioni climatiche, caratterizzate da neve alternata a piogge e inondazioni nell'aspro territorio montuoso, e la scarsezza di adeguate vie di comunicazione, resero estremamente difficoltosa, come aveva temuto il generale Petrov, l'avanzata delle truppe sovietiche. Entro pochi giorni, la 46ª Armata del generale Leselidze e la 18ª Armata del generale Ryžkov furono costrette a fermare la loro marcia su Majkop; ancor più critica era la situazione della 47ª Armata del generale Kamkov, che avrebbe dovuto sferrare un attacco diversivo sul fianco sinistro del "gruppo del Mar Nero". La marcia della fanteria e soprattutto dell'artiglieria divenne quasi impossibile sul terreno inondato a seguito delle forti piogge; solo per mezzo di trasporti aerei fu possibile rifornire queste truppe. L'avanzata verso Krasnodar procedette quindi con grande ritardo e il 24 gennaio la 12ª Armata del generale Grečko era ancora a sud della città; fin dal 20 gennaio 1943 il generale Petrov avvertì il generale Vasilevskij che, in quelle condizioni, era impossibile accelerare le operazioni e impiegare le forze corazzate.
La 17ª Armata tedesca del generale Ruoff di conseguenza riuscì ad effettuare la difficile manovra di sganciamento dalle sue esposte posizioni in alta montagna; dal 10 gennaio 1943 il 49º Corpo d'armata evacuò le sue truppe arrivate sui valichi del Caucaso e mise in atto il piano di ritiro concordato con l'alto comando. Hitler riteneva ancora possibile riprendere in un secondo momento l'offensiva nel Caucaso e quindi ordinò al generale Ruoff di ripiegare verso nord-ovest prima sulla cosiddetta linea Seilbahn e quindi sulla Gotenstellung, organizzando una vasta testa di ponte nel Kuban dove avrebbero dovuto essere concentrati oltre 400000 soldati tedeschi. Nella testa di ponte avrebbero dovuto convergere anche il 52º Corpo d'armata e la 13. Panzer-Division. La ritirata tedesca verso la Gotenstellung fu molto difficoltosa a causa soprattutto delle condizioni climatiche e si svolse in gran parte a piedi; le formazioni scarsamente motorizzate della 17ª Armata dovettero spostare tutte le armi pesanti e l'equipaggiamento per mezzo degli animali da traino.

#### Seconda fase della ritirata tedesca
Il 27 gennaio 1943 Hitler prese la sua decisione definitiva sulla ritirata del Gruppo d'armate A: egli confermò che solo una parte della 1. Panzerarmee del generale von Mackensen avrebbe continuato la ritirata verso nord, per passare a nord del Don a disposizione del Gruppo d'armate Don del feldmaresciallo von Manstein; il resto delle forze del generale von Kleist, 20 divisioni raggruppate nella 17. Armee, avrebbero ripiegato sulla posizione Gotenkopf, nella penisola di Taman. Queste decisioni di Hitler, in linea con le sue aspettative di poter riprendere in futuro l'offensiva nel Caucaso, non erano condivise dal generale von Kleist, a causa delle difficoltà che sarebbe sorte per effettuare questa manovra e per i prevedibili problemi logistici per rifornire truppe così ingenti attraverso lo stretto di Kerč'.
In ogni caso, il riuscito contrattacco del feldmaresciallo von Manstein a sud del Don il 26 febbraio 1943 aveva aperto la strada ad un ricongiugimento tra i due gruppi d'armate; il 29 gennaio 1943 la 1. Panzerarmee entrò in collegamento con la 4. Panzerarmee e tre giorni dopo raggiunse Rostov dove iniziò a passare sulla riva settentrionale del Don, mentre le deboli Panzerdivision del generale Hoth riuscivano ancora a rallentare l'offensiva sovietica da est e da sud. Il 2 febbraio anche la 17. Armee completò la ritirata sulla Gotenkopf nella penisola di Taman. Negli ultimi giorni della ritirata la 1. Panzerarmee aveva raggiunto il 31 gennaio Taganrog; il 6 febbraio passarono il ponte di Batajsk i soldati della 50ª Divisione fanteria e della 111ª Divisione fanteria, infine il 7 febbraio la retroguardia della 16ª Divisione motorizzata attraversava per ultima il grande ponte di barche che venne poi fatto saltare in aria. Rostov venne difesa dai tedeschi ancora per una settimana; i sovietici della 28ª Armata riuscirono finalmente ad entrarvi il 14 febbraio 1943. I combattimenti della 4. Panzerarmee a sud del Don erano ormai finiti e il Fronte Meridionale, passato al comando del generale Rodion Malinovskij, dopo la liberazione di Rostov iniziò subito l'offensiva a nord del Don, lungo la costa settentrionale del Mar d'Azov; sulla costa meridionale il 5 febbraio i sovietici avevano già liberato Ejsk. Le truppe sovietiche del "Gruppo settentrionale" del Fronte Trans-caucasico, la 9ª Armata e la 37ª Armata, invece raggiunsero Korenovsk e Ust'-Labinsk.
Nel frattempo era continuata con grande difficoltà l'offensiva del "Gruppo del Mar Nero"; la 18ª Armata e la 46ª Armata dovettero combattere duramente, in mezzo a condizioni climatiche e ambientali eccezionalmente difficili, per raggiungere e superare la linea del Kuban e poi la regione petrolifera di Majkop che i tedeschi difesero accanitamente; Majkop venne liberata solo il 29 gennaio, grazie anche alla collaborazione delle formazioni di partigiani. Sull'ala sinistra, a causa anche di gravi difficoltà logistiche, non ebbe successo neppure l'offensiva della 56ª Armata e della 47ª Armata che rimasero bloccate a sud di Krasnodar; i tedeschi della 101ª Divisione cacciatori, 198ª Divisione fanteria e 46ª Divisione fanteria, difesero con abilità i ponti sul Kuban e poi il 30 gennaio ripiegarono con successo a nord del fiume. Anche i tentativi di avvicinarsi all'importante porto di Novorossijsk fallirono di fronte all'efficace resistenza delle esperte divisioni della 17. Armee sulla posizione Gotenkopf.

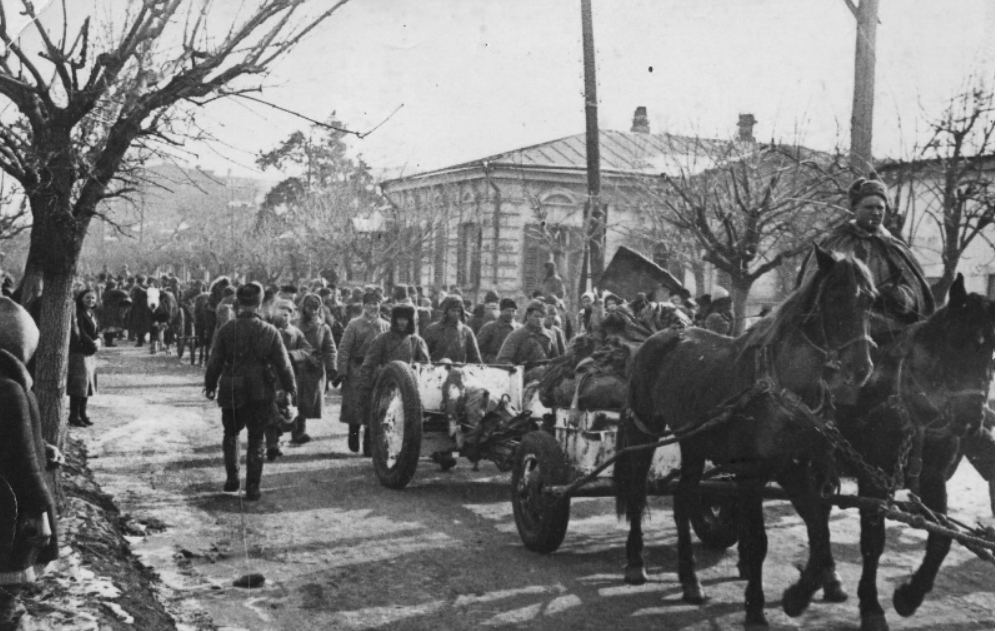
L'Armata Rossa entra a Krasnodar il 12 febbraio 1943

Il 24 gennaio 1943 Stalin, per disorganizzare la ritirata della 17. Armee e liberare il porto di Novorossijsk, aveva deciso una rischiosa manovra anfibia con uno sbarco di truppe della fanteria di marina in appoggio all'avanzata frontale della 47ª Armata; l'operazione ebbe inizio la notte del 3-4 febbraio 1943 con il tentativo di sbarco a Južnaja Ozerejka, che tuttavia non terminò bene per i sovietici. Il fuoco dell'artiglieria tedesca respinse le navi e i mezzi da sbarco e il piccolo gruppo, che riuscì ugualmente a raggiungere la terraferma con sedici carri armati leggeri, rimase bloccato e, nonostante la tenace resistenza, venne completamente annientato. Lo sbarco secondario vicino al villaggio di Stanička, sobborgo meridionale di Novorossijsk, invece ebbe successo; un piccolo reparto di fanteria di marina prese terra e costitui una precaria testa di ponte profonda 2,5 chilometri e larga quattro chilometri; i tedeschi non contrattaccarono subito e il generale Petrov riuscì a rinforzare la testa di ponte facendo sbarcare altri reparti di fanteria di marina. I contrattacchi tedeschi del 7 febbraio furono respinti, e la testa di ponte, la "Piccola Terra" come divenne nota, venne consolidata. Il 9 febbraio Hitler in persona ordinò di annientare a tutti i costi la "Piccola Terra" e il 15 febbraio iniziarono gli attacchi che coinvolsero progressivamente sei esperte divisioni tedesche di fanteria; nonostante il concorso di ingenti forze di artiglieria e di numerosi gruppi aerei della Luftwaffe, la 17. Armee non riuscì a distruggere la testa di ponte sovietica e la "Piccola Terra" continuò a resistere isolata per sette mesi. Tutti i tentativi della 47ª Armata di raggiungere la testa di ponte via terra sfondando le linee tedesche a nord di Novorossijsk non ebbero successo.
Nella riunione del 24 gennaio 1943 l'alto comando sovietico aveva anche riorganizzato il suo schieramento nel Caucaso; venne creato un nuovo "Fronte del Caucaso settentrionale" con le forze del generale Maslennikov, che mantenne il comando, con l'ordine di affrettare l'avanzata verso Rostov; anche il "Gruppo del Mar Nero", sempre al comando del generale Petrov, venne aggregato al nuovo fronte con il compito di impedire la costituzione da parte tedesca di una testa di ponte nella penisola di Taman. Il 9 febbraio, mentre erano ancora in corso le operazioni a sud di Rostov, il Fronte del Caucaso settentrionale diede inizio all'attacco contro la posizione Gotenkopf della 17. Armee che schierava cinque corpi d'armata e 20 divisioni, tra cui la 13. Panzer-Division. Le truppe tedesche erano regolarmente schierate e opposero grande resistenza; l'attacco sovietico ebbe successo sull'ala destra e aggirò da nord-ovest la roccaforte tedesca di Krasnodar. Il 12 febbraio finalmente Krasnodar venne liberata con un attacco combinato della 37ª Armata, della 46ª Armata e della 18ª Armata.
Nelle settimane seguenti la liberazione di Krasnodar, le operazioni continuarono ancora nella penisola di Taman; l'Armata Rossa aveva liberato gran parte del Caucaso e del Kuban ma ancora non aveva distrutto il Gruppo d'armate A né a impedire la costituzione della solida posizione fortifica della 17. Armee; a aprile e maggio si combatté duramente per il possesso di Krymsk, che venne alla fine liberata dai sovietici, ma ulteriori tentativi di irrompere nella penisola di Taman furono respinti dai tedeschi asserragliati nella cosiddetta "linea Azzurra". La 17. Armee avrebbe abbandonato le sue ultime posizioni nel Caucaso solo nell'autunno 1943 quando ormai la situazione generale della Wehrmacht all'est era divenuta incontrollabile.

### Battaglia aerea del Kuban'

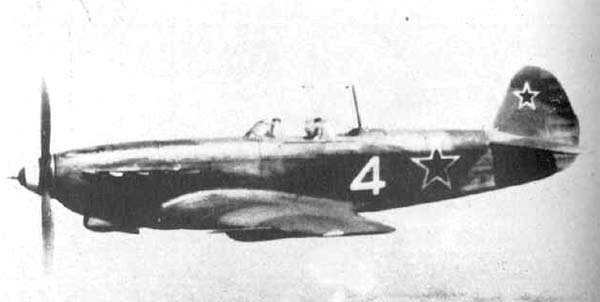
Aereo da caccia sovietico Yakovlev Yak-9

L'alto comando tedesco cercò di ostacolare l'avanzata sovietica verso il Kuban e supportare la ritirata del Gruppo d'armate A, facendo intervenire notevoli rinforzi aerei della Luftwaffe che, in partenza dalle basi in Crimea, nella penisola di Taman e nel Donbass, intervennero in modo massiccio, compiendo fino a 1500-2000 missioni aeree al giorno; in primavera affluirono in questo settore meridionale del fronte anche altri reparti aerei trasferiti dal nord e anche da occidente. L'aviazione sovietica concentrò a sua volta le sue forze migliori sulla penisola di Taman, dove si svolsero continue battaglie aeree con la partecipazione fino a 300-500 aerei delle due parti contemporaneamente.

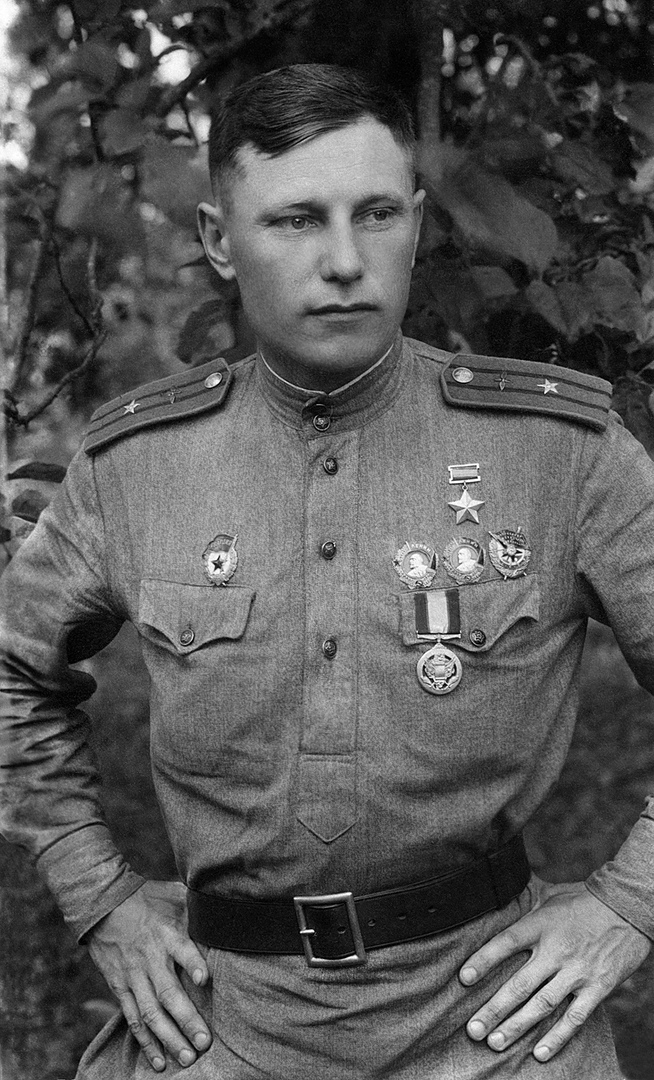
Aleksandr Pokryškin, uno dei migliori piloti da caccia sovietici.

Le battaglie aeree che si svolsero nei cieli del Kuban' nell'aprile-giugno 1943 furono tra le più grandi della seconda guerra mondiale; la Luftwaffe concentrò le sue migliori squadriglie a sud, mentre i voli erano fortemente ostacolati dal maltempo nelle regioni settentrionali del Fronte orientale, cercando di raggiungere la superiorità aerea, ma non ebbe successo e subì notevoli perdite. Le forze aeree sovietiche stavano per prendere il sopravvento, dopo le sconfitte della prima parte della guerra; già durante la battaglia di Stalingrado erano state più attive ed efficaci. Nei cieli della penisola di Taman i piloti sovietici dimostrarono grandi miglioramenti nell'esperienza e nelle tattiche e riuscirono ad impedire ai bombardieri tedeschi di intervenire sul campo di battaglia. Le forze aeree sovietiche, inoltre, iniziarono a svolgere operazioni più offensive colpendo a loro volta le linee tedesche; gli alti comandi dimostrarono la capacità di controllare e impiegare razionalmente grandi concentrazioni di aerei per prendere il dominio del cielo.
In queste battaglie aeree furono in azione la 4ª Flotta aerea del generale Naumenko, la 5ª Flotta aerea del generale Goriunov e la forza aerea della Flotta del Mar Nero del generale Yermacenko; i piloti sovietici volavano soprattutto su aerei forniti dagli Alleati secondo il programma Lend-lease, che erano soprattutto concentrati nel Caucaso per motivi logistici, essendo trasportati in Unione Sovietica attraverso la rotta dell'Iran. Gli aerei anglo-americani, i caccia Bell P-39 Airacobra, Curtiss P-40, Supermarine Spitfire V e il bombardiere leggero Douglas A-20 Havoc/Boston si dimostrarono efficaci e furono molto apprezzati dai piloti sovietici. Con questi aerei moderni, qualitativamente pari agli aerei tedeschi, piloti sovietici come Aleksandr Pokryškin, Grigorij Reckalov e i fratelli Dmitrij Glinka e Boris Glinka, divennero famosi per i loro successi.
Gli aerei tedeschi, guidati da piloti di grande esperienza, rimanevano molto pericolosi; nei cieli del Kuban volavano i piloti del Jagdgeschwader 52, uno dei più famosi stormi da caccia della Luftwaffe, che il 20 aprile 1943 avrebbe rivendicato la vittoria numero 5000 dall'inizio della guerra; piloti come Johannes Steinhoff e Dietrich Hrabak accumularono nuove vittorie ma le perdite furono crescenti: da aprile a giugno il JG52 ebbe 23 piloti morti, tra cui cinque comandanti di squadriglia, e 14 feriti. A giugno lo JG52 sarebbe stato ritirato dal Kuban per prendere parte alla battaglia di Kursk. Le forze aeree sovietiche avevano vinto la guerra aerea sul Kuban.

### Evacuazione della Penisola di Taman'
Nonostante l'evoluzione sfavorevole della guerra nell'estate 1943, con il fallimento della battaglia di Kursk e l'offensiva generale sovietica nel settore centro-meridionale del Fronte orientale, Adolf Hitler voleva a tutti i costi mantenere il possesso della penisola di Taman' e del porto di Novorossijsk; la 17. Armee quindi, con sedici esperte divisioni, era sempre solidamente trincerata nella Gotenkopf, conosciuta dai sovietici come "linea Azzurra" e difendeva le sue posizioni con successo. L'armata dipendeva ancora dal Gruppo d'armate A del feldmaresciallo von Kleist e, secondo i piani di Hitler, sbarrava il passo per la Crimea, dove erano stanziate altre cinque divisioni tedesche di riserva; inoltre, in caso di andamento favorevole della guerra per la Germania nazista, avrebbe potuto costituire un punto di partenza essenziale per riprendere l'attacco al Caucaso. La 17. Armee, passata al comando del generale Erwin Jaenecke, aveva organizzato una posizione fortificata molto solidata, scaglionata in profondità, munita di postazioni e di vasti campi minati; inoltre la "linea Azzurra" era stata particolarmente potenziata nella zona di Novorossijsk, dove erano state costituite altre cinture fortificate difese da cinque divisioni di fanteria; anche il porto era stato organizzato a difesa; in questa zona c'era sempre la testa di ponte sovietica costituita nell'inverno e che aveva resistito a tutti gli attacchi tedeschi. La Kriegsmarine era attiva nel Mar Nero ed era impegnata nel rifornimento delle truppe e nelle missioni contro la navigazione sovietica; la Luftwaffe schierava in Crimea e nella penisola di Taman' oltre 250 aerei da combattimento.

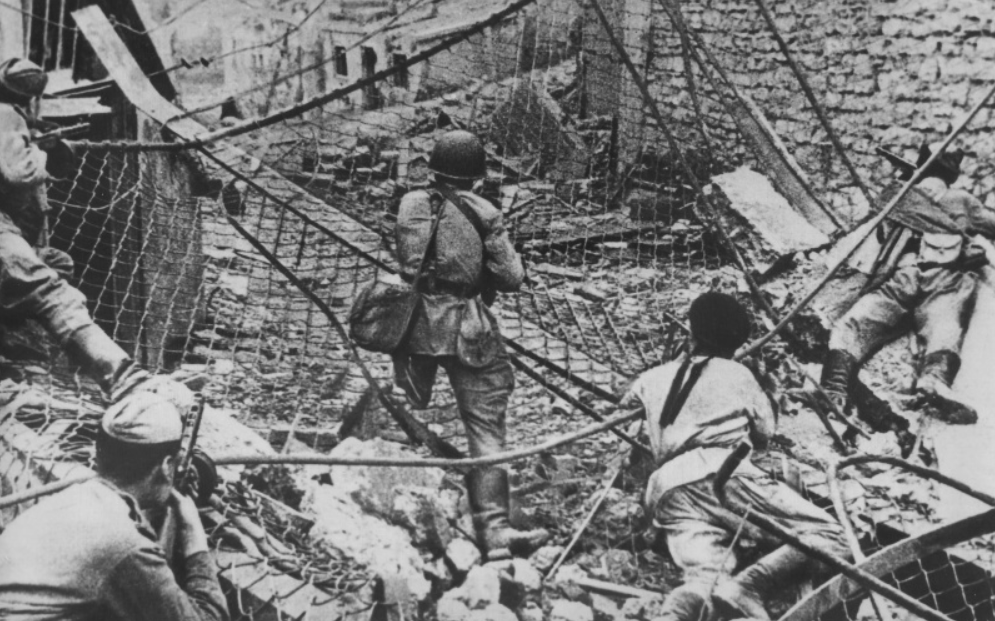
Soldati e marinai sovietici in combattimento a Novorossijsk

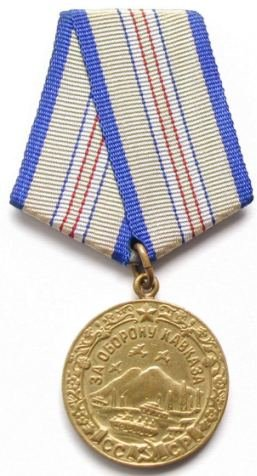
Medaglia consegnata dal governo sovietico ai soldati che difesero vittoriosamente il Caucaso

L'andamento della guerra all'inizio di settembre 1943, con l'offensiva sovietica verso il Dnepr, provocò però una svolta e fece svanire gli ultimi sogni di rivincita di Hitler nel Caucaso; il Fuhrer il 3 settembre 1943 autorizzò in linea di principio l'evacuazione, metodica e salvando gli uomini e tutto il materiale, della penisola di Taman'; la 17. Armee avrebbe ripiegato con ordine in Crimea, che avrebbe dovuto essere difesa ad oltranza. La ritirata strategica della 17. Armee dalle sue posizioni lungamente difese nella penisola di Taman' ebbe inizio la notte del 15-16 settembre 1943, ma nel frattempo era iniziata una nuova battaglia e l'Armata Rossa il 10 settembre era passata all'offensiva contro la "linea Azzurra". L'esercito sovietico schierava nella penisola di Taman oltre cinquanta divisioni con una netta superiorità navale e aerea; dopo una accurata pianificazione, il Fronte del Caucaso settentrionale, passato al comando del generale Ivan Petrov, sferrò il suo attacco principale direttamente contro Novorossijsk con le divisioni della 18ª Armata, frazionate in tre gruppi che avrebbero attaccato dalla strada di Tuapse, dalla "Piccola Terra" e con uno sbarco dal mare; l'offensiva venne supportata dalle navi della Flotta del Mar Nero e dall'aviazione sovietica.
L'attacco a Novorossijsk, iniziato con l'attacco anfibio la notte del 10 settembre, fu contrastato dai tedeschi e diede luogo a violenti combattimenti; le operazioni di sbarco della fanteria di marina sovietica furono complicate e difficili, aspri scontri si prolungarono nella zona della fabbrica di cemento e della "Piccola terra". Contemporaneamente allo sbarco, passarono all'offensiva anche i soldati della 18ª Armata divise in due raggruppamenti; alla fine, dopo scontri prolungati e accaniti, questi attacchi ebbero successo e la città e il porto di Novorossijsk furono liberati entro il 16 settembre 1943. Mentre era in corso la battaglia per Novorossijsk, le altre armate del Fronte del Caucaso settentrionale erano passate al loro volta all'attacco lungo tutta la linea fortificata tedesca; i sovietici avanzarono in questi settori dopo il 16 settembre quando anche la 18ª Armata, avendo completato la liberazione di Novorossijsk, entrò in azione. La 9ª Armata avanzò lungo la riva destra del Kuban in direzione di Temrjuk ma la resistenza tedesca rallentò l'avanzata dei sovietici; Temrjuk fu liberata il 22 settembre. Lungo la riva sinistra del Kuban avanzava invece la 56ª Armata che, grazie anche ad un nuovo sbarco anfibio, entrò ad Anapa. I tedeschi avevano dato inizio intanto alla loro evacuazione generale; forti retroguardie rallentarono l'ultima fase dell'avanzata sovietica; il 3 ottobre venne liberata la città di Taman e il 6 ottobre la 56ª Armata, in cui combatteva anche la 2ª Divisione fucilieri motorizzata della Guardia, attaccò l'ultimo caposaldo tedesco, che venne liberato il 9 ottobre; quel giorno il generale Andrej Antonovič Grečko, comandante della 56ª Armata poté comunicare che "la penisola di Taman è completamente libera".
La 17. Armee tedesca tuttavia non venne distrutta; i tedeschi eseguirono con notevole abilità la manovra di ripiegamento e tutti i reparti in pratica furono evacuati regolarmente e presero posizione in Crimea; secondo le fonti tedesche, si sarebbe trattato di un grande successo e di una ritirata strategica pienamente riuscita, grazie soprattutto all'ottimo lavoro della Kriegsmarine guidata dall'ammiraglio Schaeurlen. Sarebbero stati evacuati in salvo 202477 soldati, 54660 cavalli e 15000 automezzi; le perdite sarebbero state minime. Le fonti sovietiche contestano questi dati tedeschi, rivendicano la vittoria completa nella penisola di Taman' e affermano che in realtà la ritirata si svolse nella confusione e nel panico e che ci furono gravissime perdite tra le truppe tedesche. Di fatto la 17. Armee rimase in combattimento pienamente efficiente in Crimea ancora fino a aprile 1944 ma, con la conclusione della battaglia nella penisola di Taman', l'Armata Rossa aveva completato la sua missione e i territori del Caucaso erano stati completamente liberati.

## Bilancio e conclusione
La lunga battaglia per il Caucaso, iniziata con la caduta di Rostov il 25 luglio 1942 e terminata con la completa liberazione della penisola di Taman a ottobre 1943, si concluse quindi con il totale fallimento dei piani di Hitler e con una sconfitta strategica della Germania nazista. Le perdite per le due parti, a causa della violenza dei combattimenti e delle enormi difficoltà logistiche e ambientali in un territorio molto vasto, caratterizzato da grande varietà di paesaggio e di clima, furono molte elevate; secondo i dati statistici della documentazione sovietica, l'Armata Rossa ebbe 393000 perdite tra morti, feriti e dispersi nella fase difensiva fino a dicembre 1942, e altre 154000 nella fase controffensiva per liberare i territori occupati, inoltre altri 65000 soldati furono persi nella battaglia finale nella penisola di Taman. Non sono disponibili dati accurati sulle perdite tedesche, ma sicuramente la Wehrmacht fu fortemente provata dalla lunga campagna ai confini tra Europa e Asia e molte ottime divisioni tedesche furono completamente logorate dai continui combattimenti e dalle estenuanti avanzate e ritirate nel caldo torrido o con un clima invernale estremo.
Dal punto di vista strategico, i grandiosi progetti di Hitler non si realizzarono mai; gli obiettivi della Wehrmacht previsti dalla famosa direttiva N. 41: la conquista di tutto il Caucaso con le enormi risorse petrolifere di Majkop, Batumi e Baku, l'occupazione dell'intera costa del Mar Nero e, in prospettiva futura, il raggiungimento di posizioni geografiche idonee ad ulteriori avanzate tedesche in Medio Oriente e addirittura nel subcontinente indiano o in l'Afghanistan, erano sicuramente irrealistici e non commisurati alle risorse disponibiili. Contribuì al fallimento anche l'errore operativo dell'alto comando tedesco di attaccare contemporaneamente il Caucaso e Stalingrado, senza seguire il progetto originale che prevedeva di iniziare l'avanzata nel Caucaso solo dopo la caduta della città sul Volga. Elementi decisivi per la sconfitta della Germania furono comunque soprattutto la capacità di resistenza dimostrata dai soldati dell'Armata Rossa e la tenace determinazione di Stalin e dei suoi generali di difendere il Caucaso e Stalingrado con il massimo impegno e risolutezza. Strategicamente la battaglia del Caucaso fu persa dai tedeschi in conseguenza della catastrofe di Stalingrado che rese inevitabile la ritirata. Nella fase difensiva della campagna, peraltro, i tedeschi diedero prova di efficienza e coesione e riuscirono a concludere con successo una interminabile ritirata, abbandonando tutto il territorio conquistato ma salvando gran parte delle truppe e molto equipaggiamento.
Dal punto di vista politico infine, la sconfitta nel Caucaso e nella costa del Mar Nero indebolì la posizione della Germania sia nei confronti delle potenze alleate, Romania, Bulgaria, Italia, Giappone, sia verso i neutrali, in particolare la Turchia. Al contrario, la vittoriosa resistenza diede modo a Stalin di consolidare, con i suoi metodi brutali, il potere sovietico nella instabile e bellicosa realtà caucasica, e inoltre rafforzò la posizione dell'Unione Sovietica nei confronti di neutrali infidi e delle stesse potenze anglosassoni, molto sensibili agli equilibri nella regione contigua al Medio Oriente.